# Long Xuyên, An Giang
Long Xuyên là một phường thuộc tỉnh An Giang, Việt Nam.

## Địa lý
- Phía Đông giáp các xã Mỹ Hòa Hưng, Hội An
- Phía Tây giáp xã Phú Hòa
- Phía Nam giáp phường Mỹ Thới
- Phía Bắc giáp phường Bình Đức.

## Lịch sử
Trước đây, Mỹ Hòa là một xã thuộc thị xã Long Xuyên.
Ngày 12 tháng 1 năm 1984, Hội đồng Bộ trưởng ban hành Quyết định 8-HĐBT. Theo đó:
- Thành lập phường Mỹ Xuyên trên cơ sở tách khóm 4, khóm 7 của phường Mỹ Long và một phần ấp Tây Khánh A của xã Mỹ Hòa
- Thành lập xã Mỹ Khánh trên cơ sở tách ấp Bình Hòa của xã Mỹ Hòa và một phần khóm Bình Khánh của phường Bình Đức.

Ngày 12 tháng 4 năm 2005, Chính phủ ban hành Nghị định 52/2005/NĐ-CP. Theo đó, thành lập phường Mỹ Hòa trên cơ sở toàn bộ 1.651 ha diện tích tự nhiên và 26.928 người của xã Mỹ Hòa.
Ngày 12 tháng 6 năm 2025, Ủy ban Thường vụ Quốc hội ban hành Nghị quyết số 1654/NQ-UBTVQH15 về việc sắp xếp các đơn vị hành chính cấp xã của tỉnh An Giang. Theo đó, toàn bộ diện tích tự nhiên, quy mô dân số của các phường Mỹ Bình, Mỹ Long, Mỹ Xuyên, Mỹ Phước, Mỹ Quý và Mỹ Hòa thành phường mới có tên gọi là phường Long Xuyên.

## Danh thắng - Di tích
- Đình Mỹ Phước
- Chùa Ông Bắc

## Hình ảnh

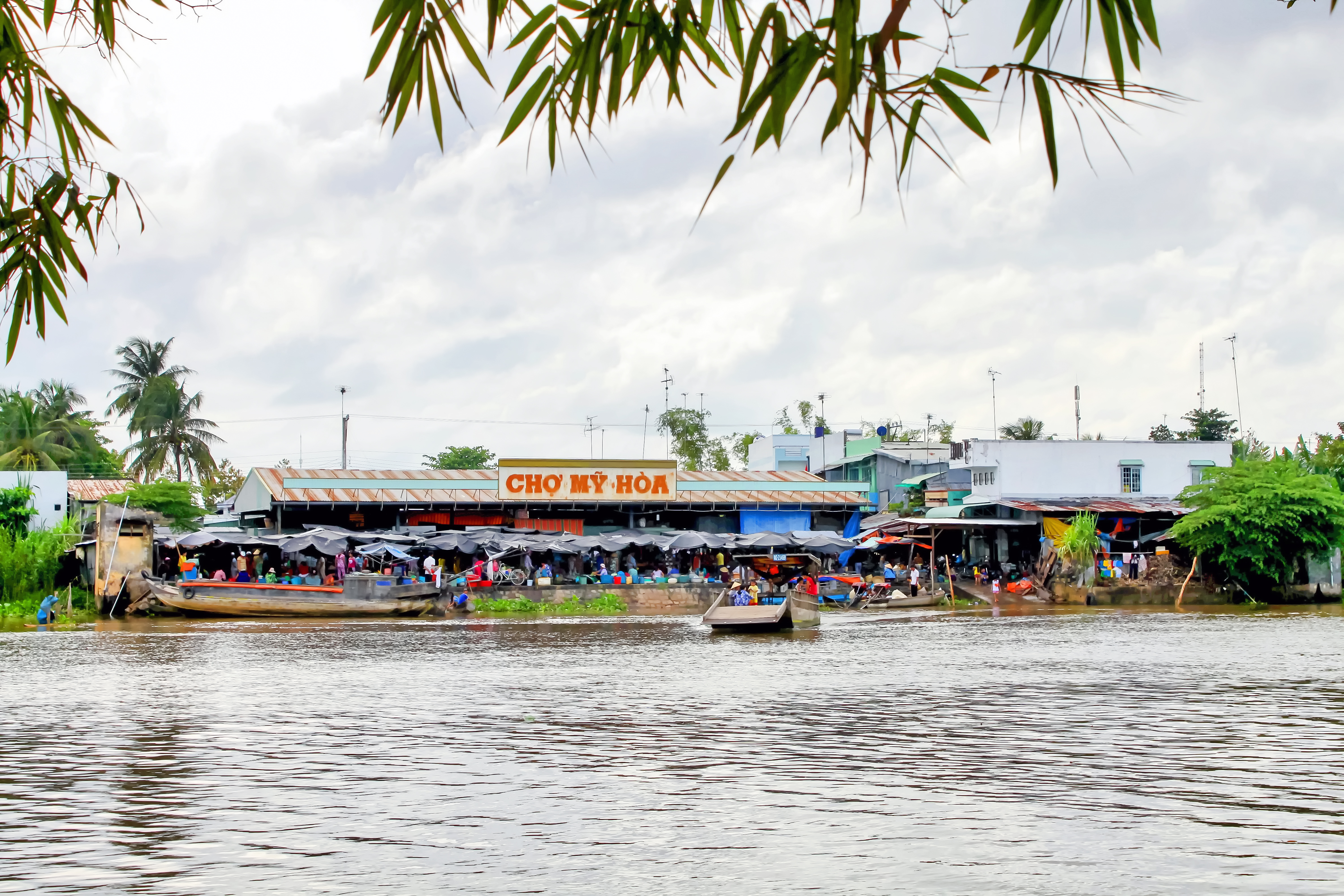
Chợ Mỹ Hòa bên rạch Long Xuyên.
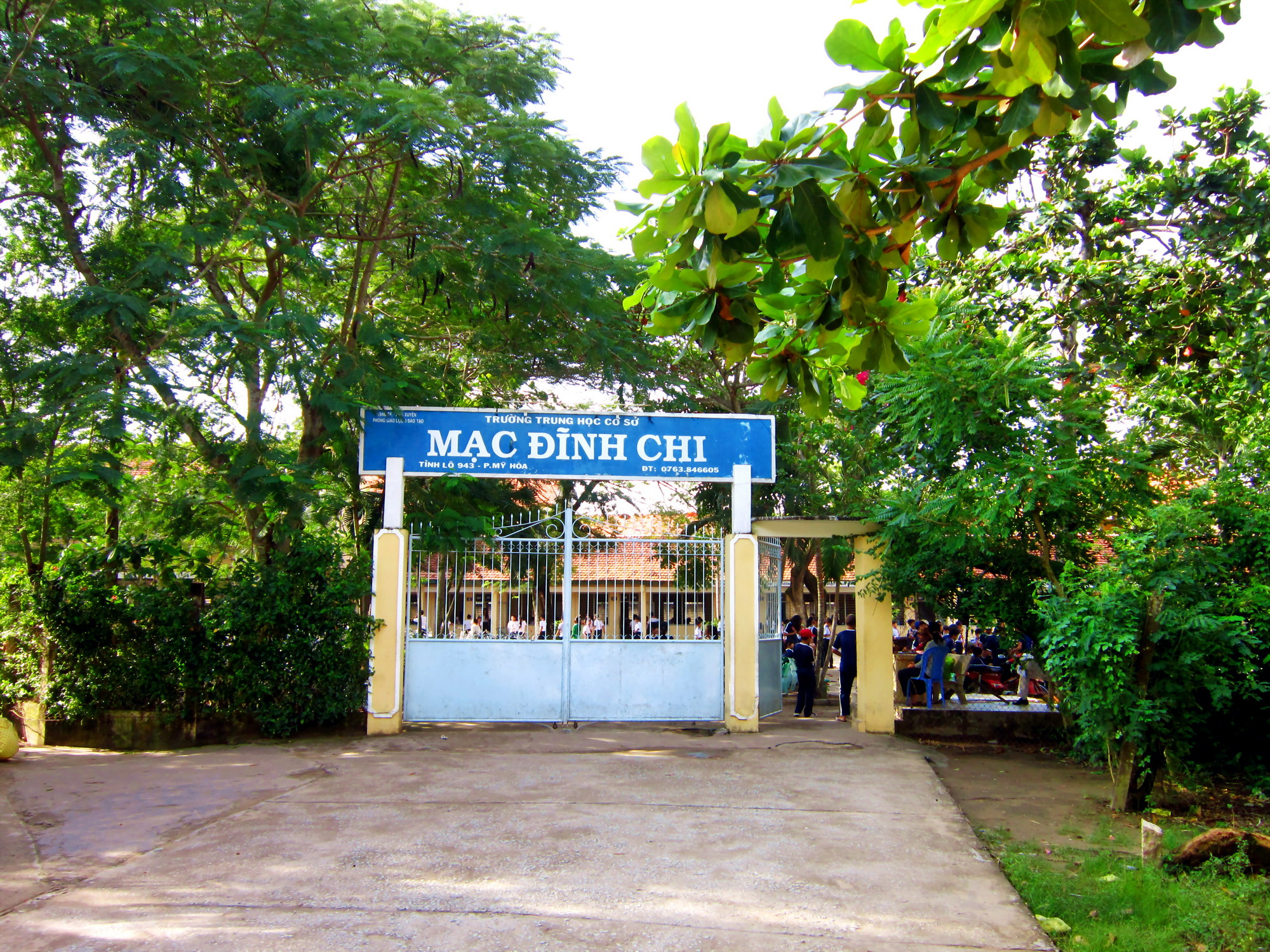
Trường THCS Mạc Đĩnh Chi.
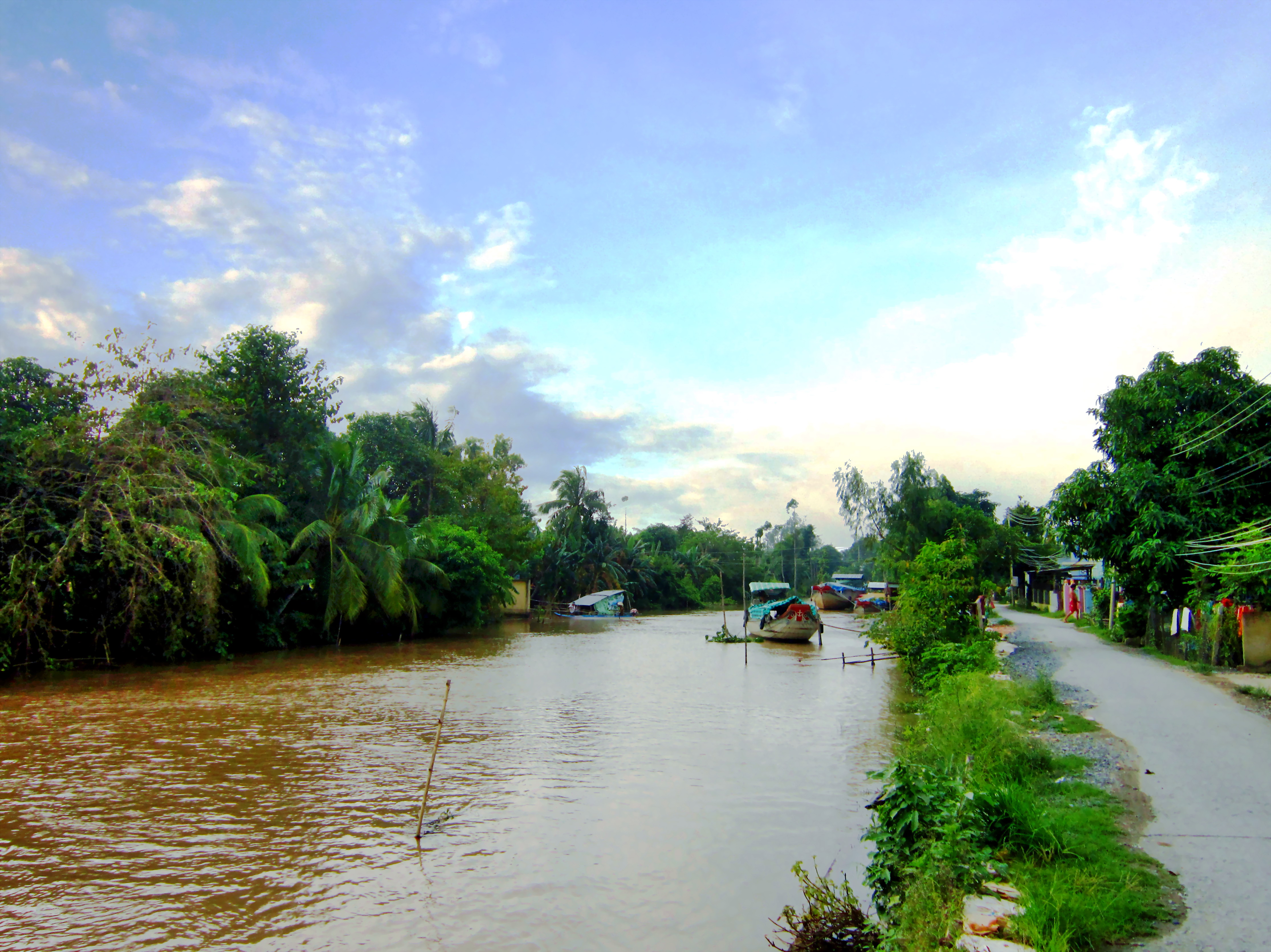
Rạch Mương Khai (lớn).
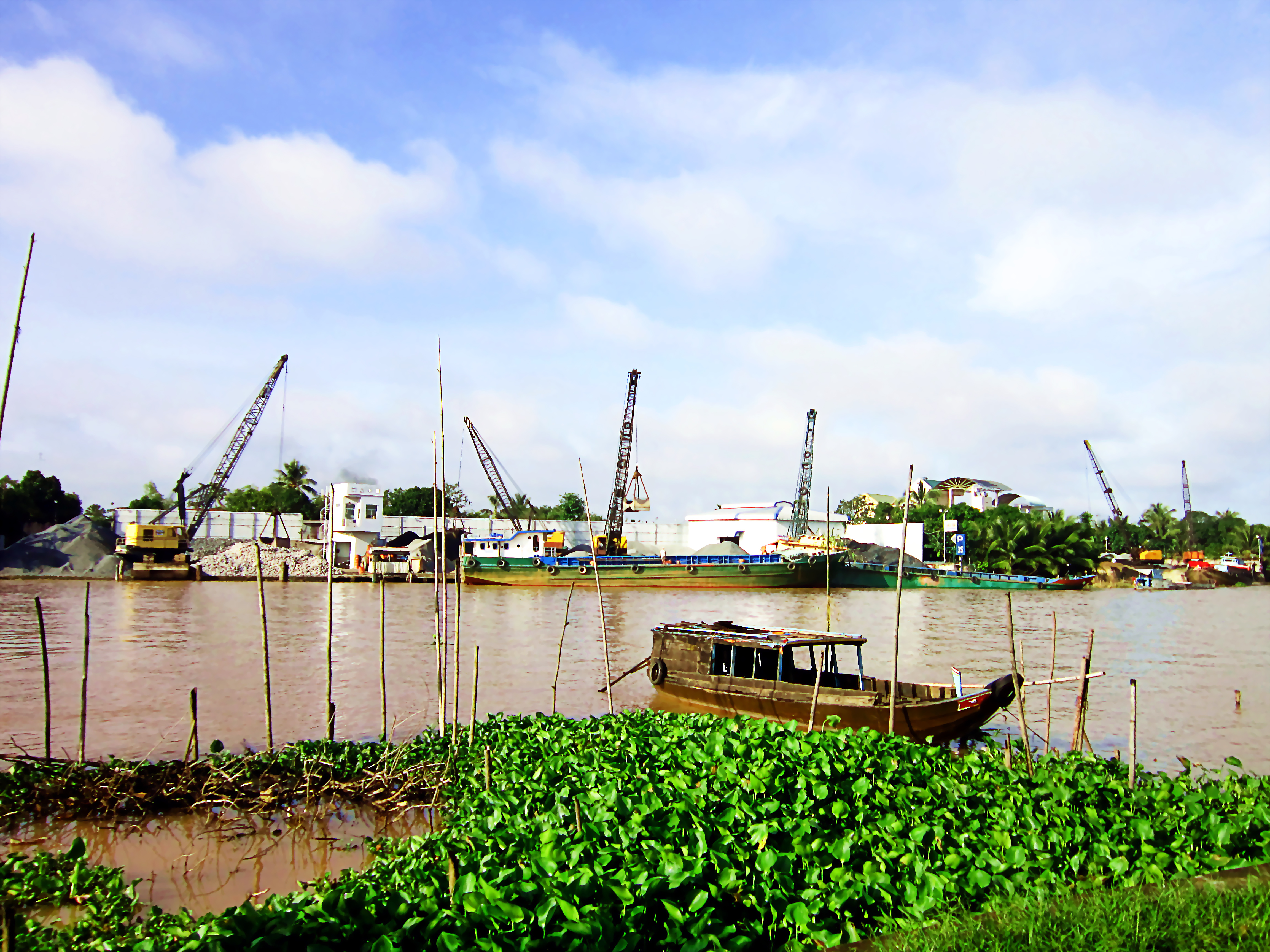
Mua bán cát đá bên rạch Long Xuyên.
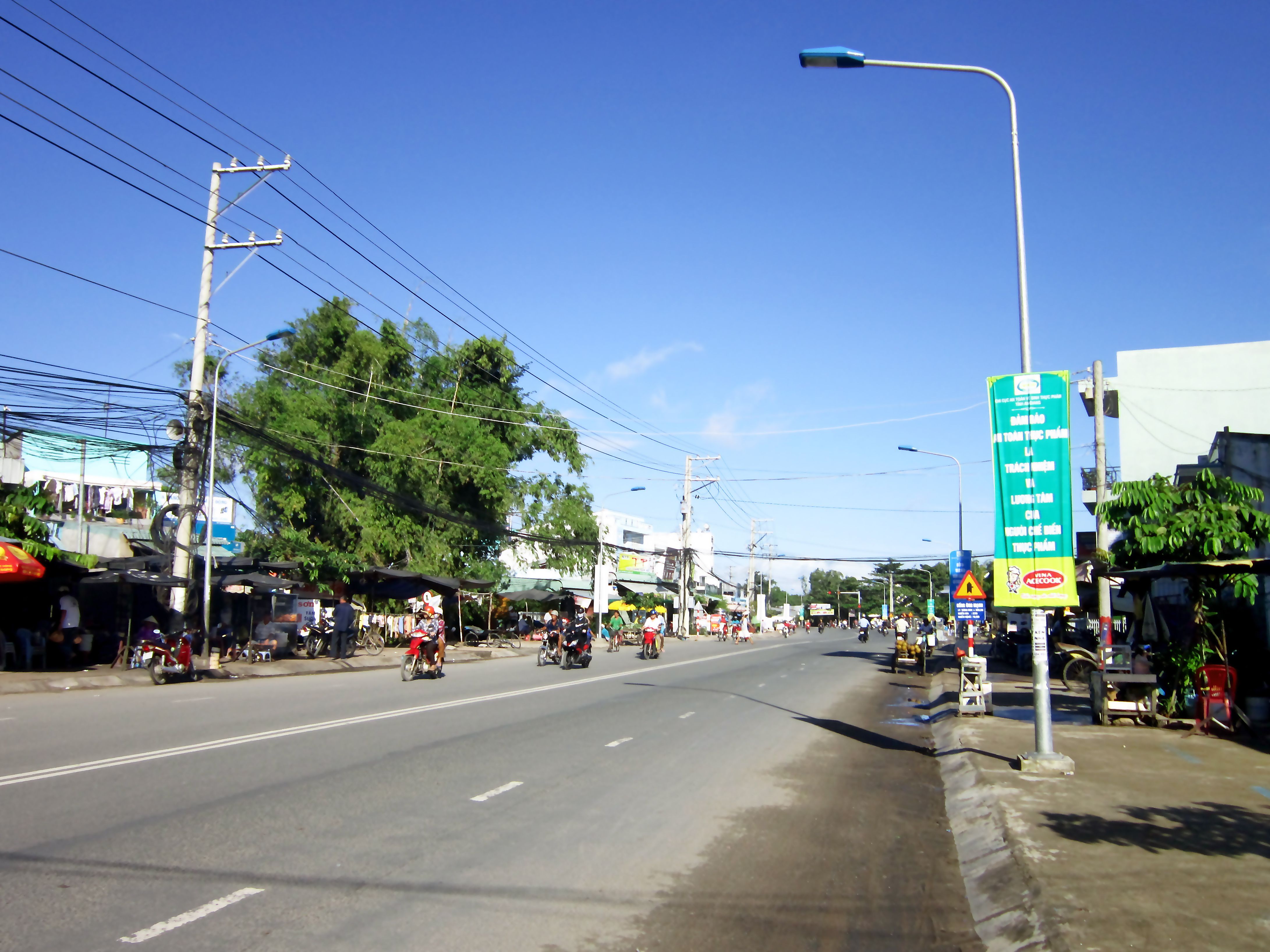
Đường Hà Hoàng Hổ.
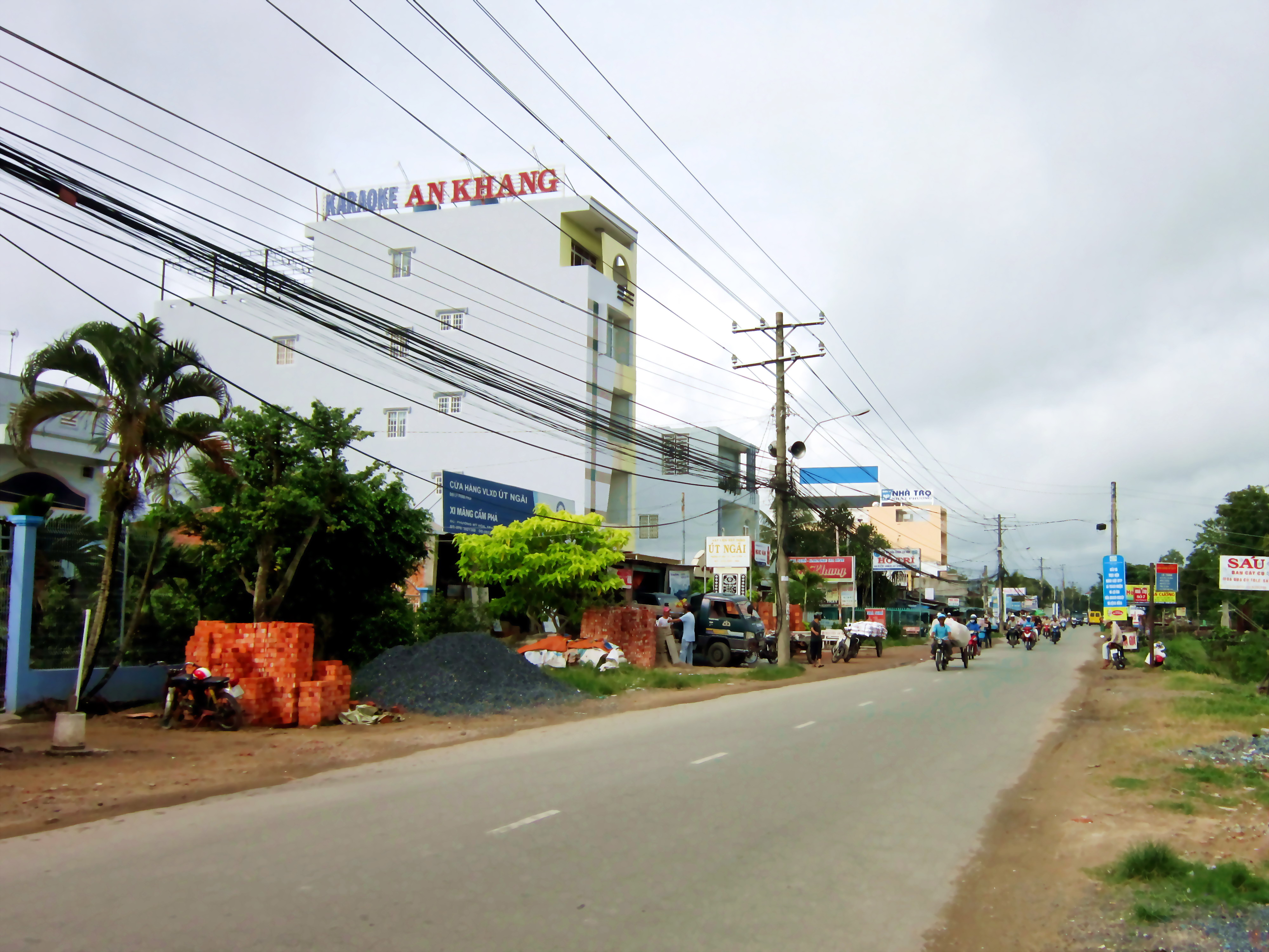
Nhà bên tỉnh lộ 943.
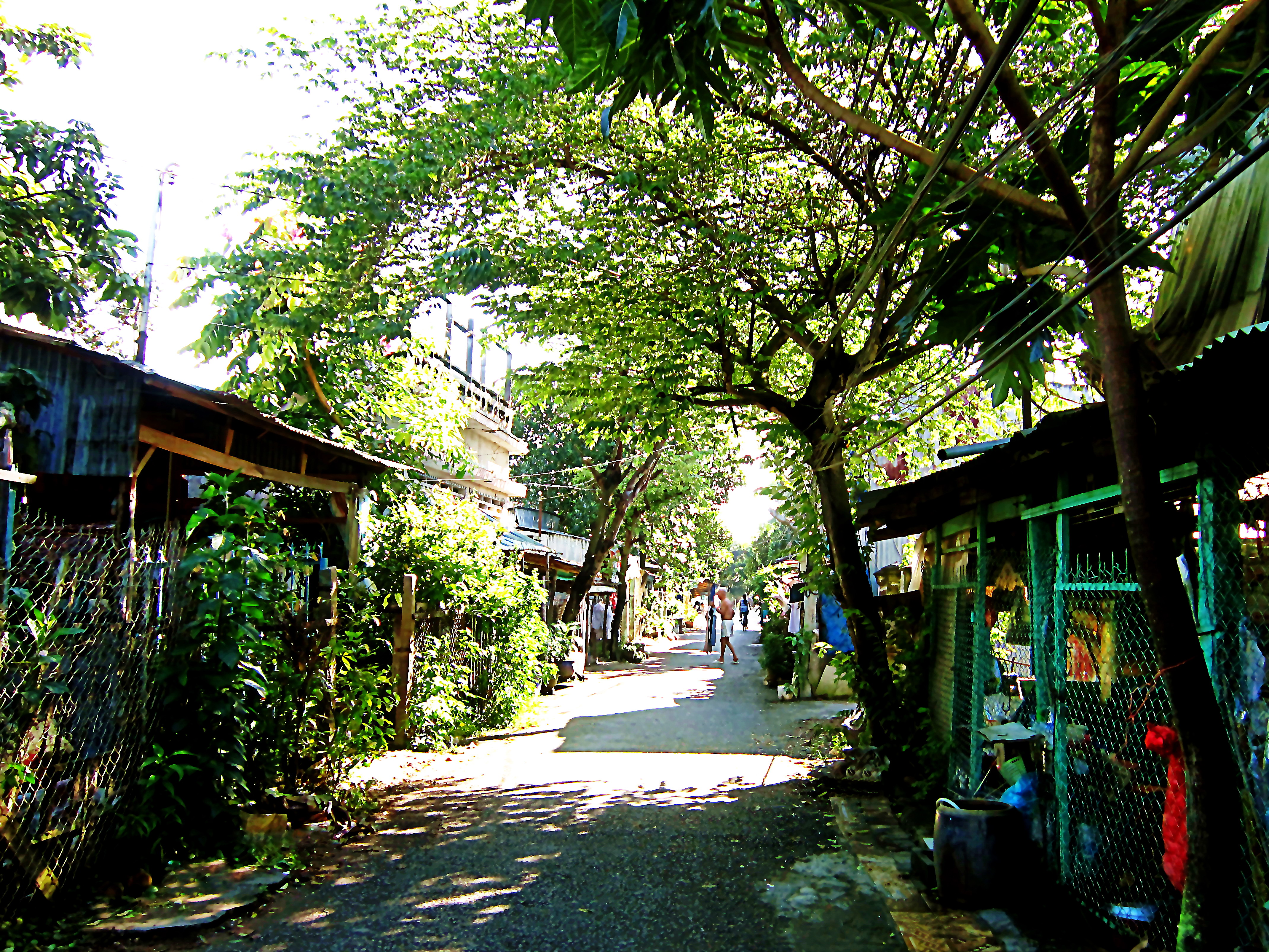
Đường nhựa nhỏ đi xuyên qua làng nghề làm lưỡi câu.
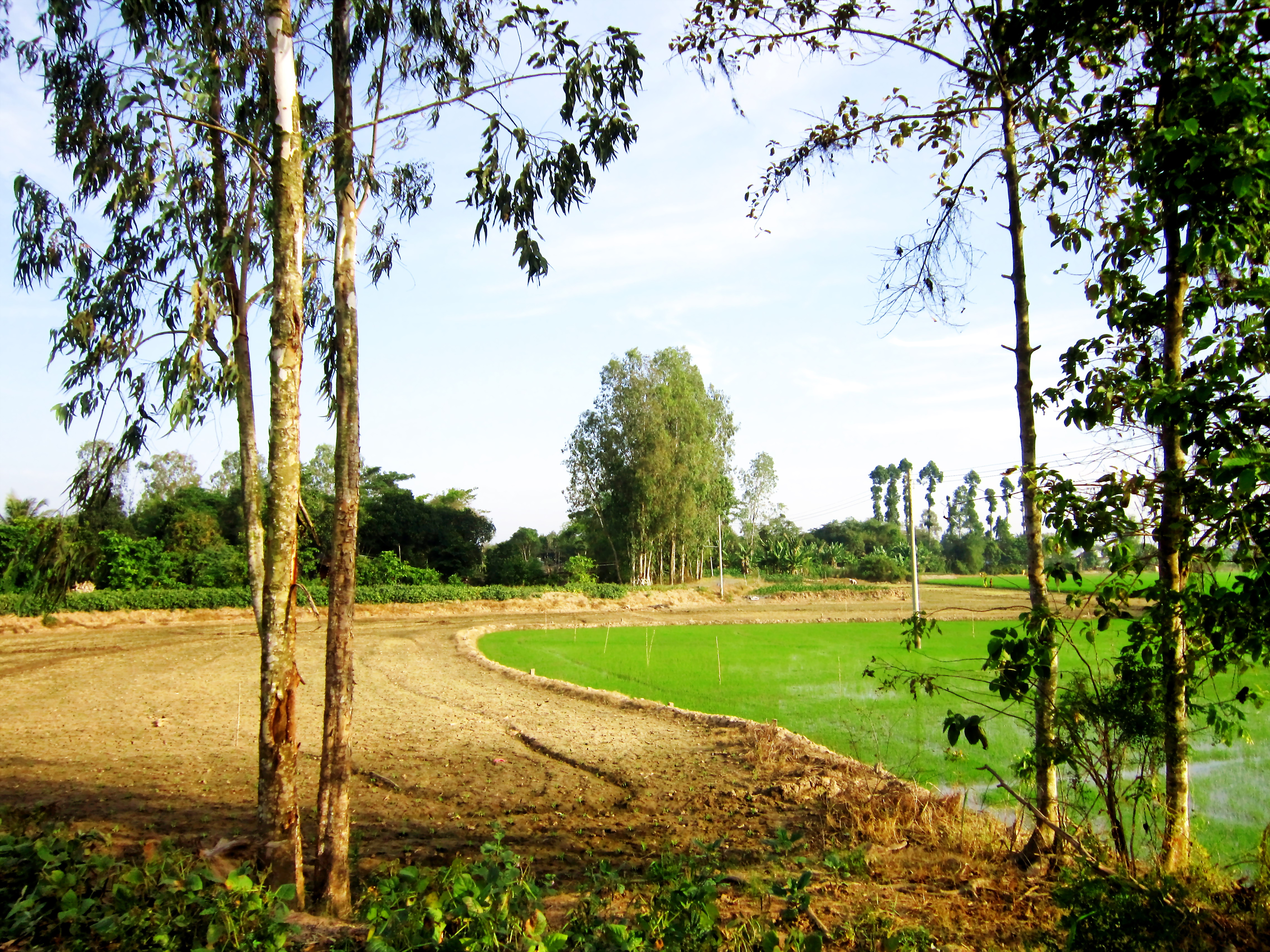
Một cảnh ruộng vườn.
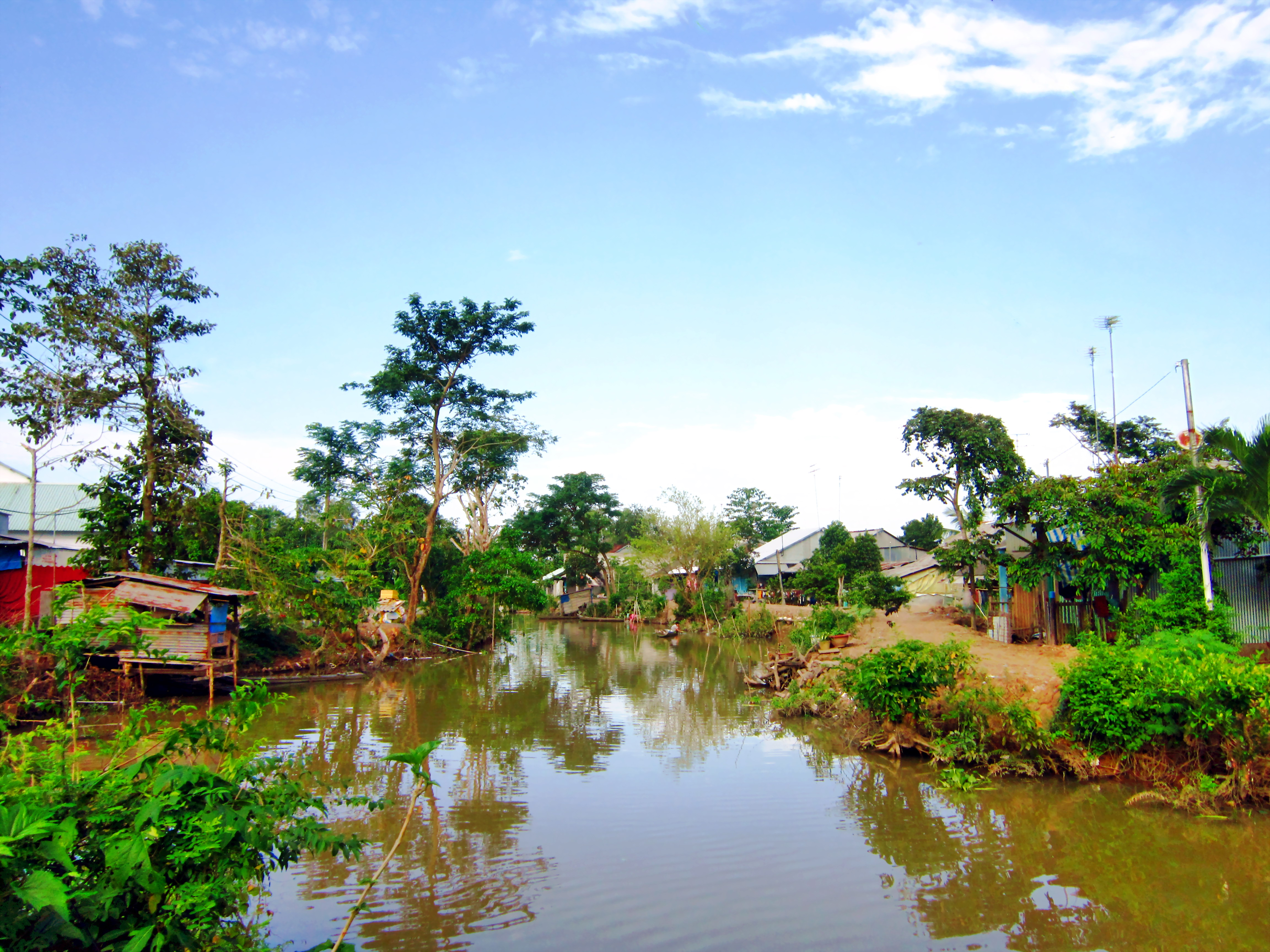
Một trong số các con rạch nhỏ.
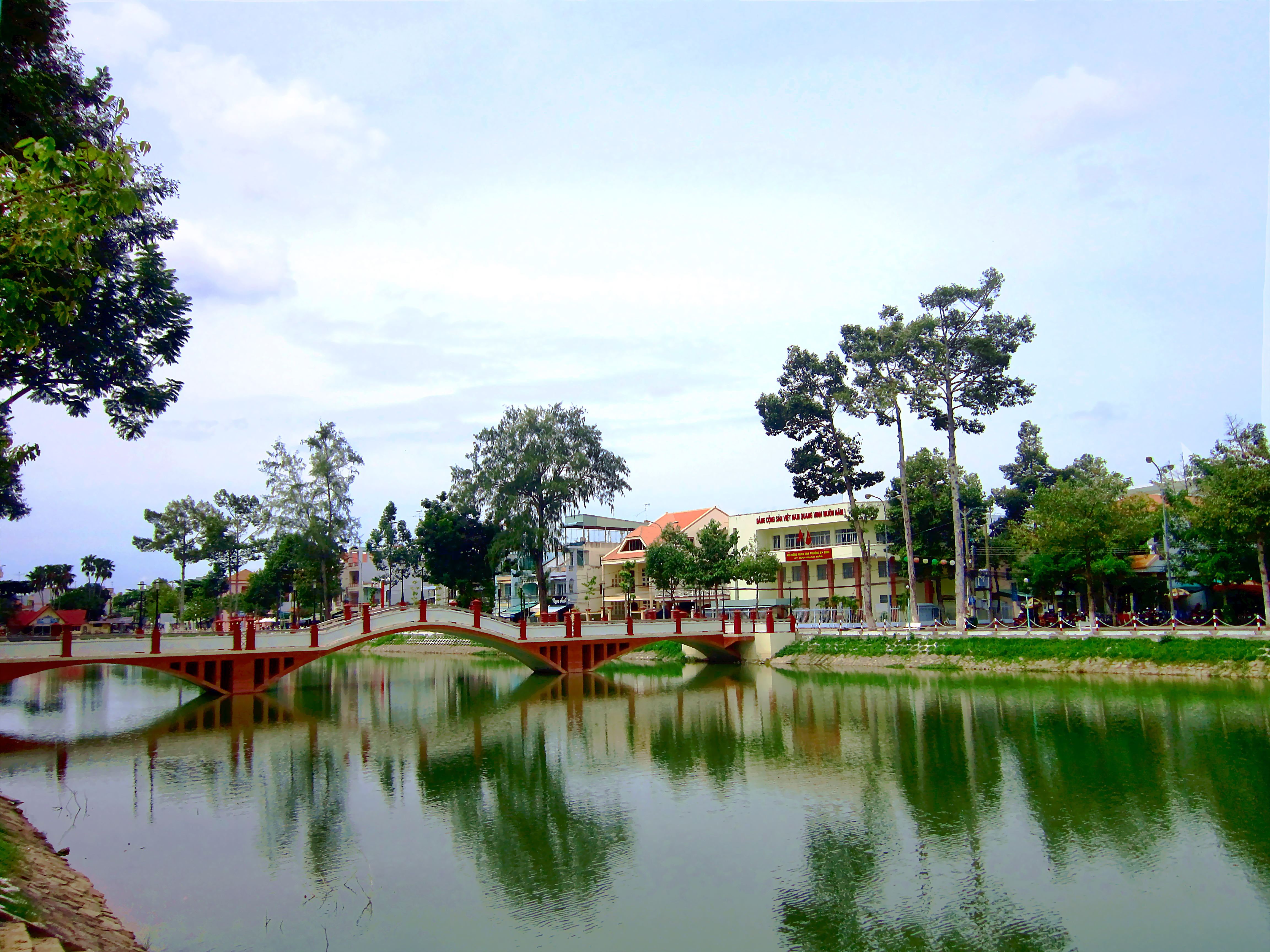
Một góc công viên Nguyễn Du
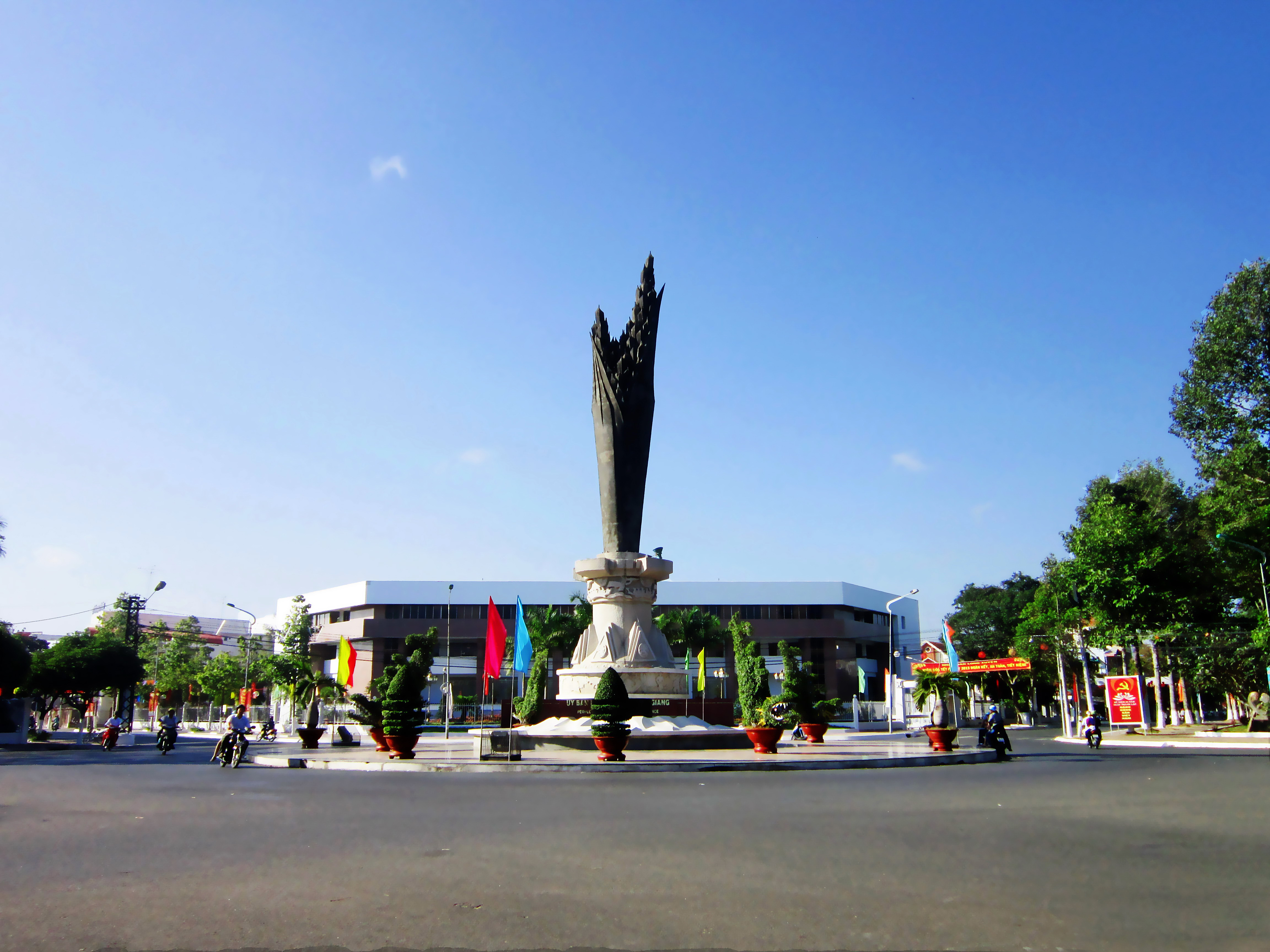
Một tượng đài thể hiệm cụm bông lúa
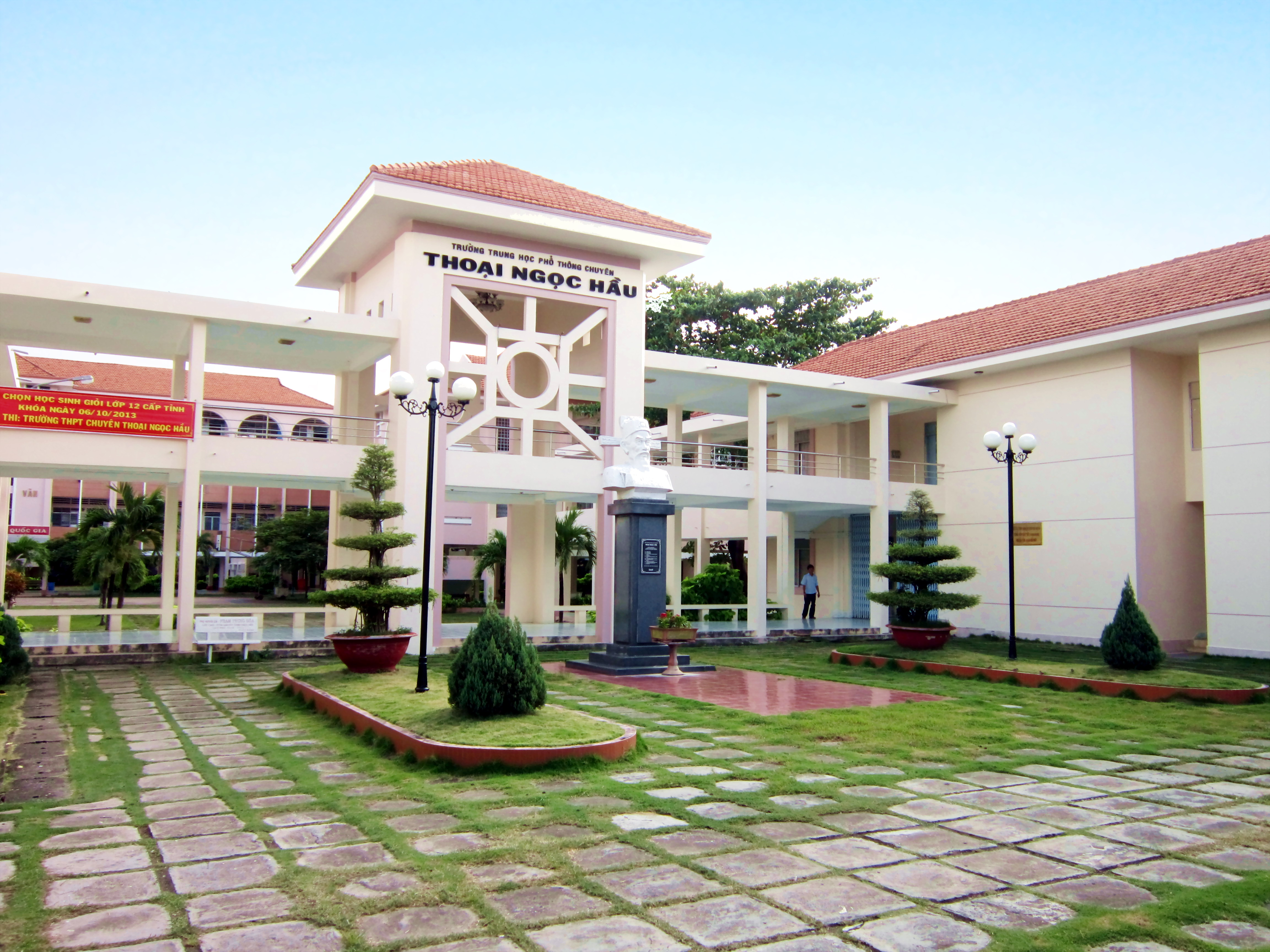
Trường THPT chuyên Thoại Ngọc Hầu.
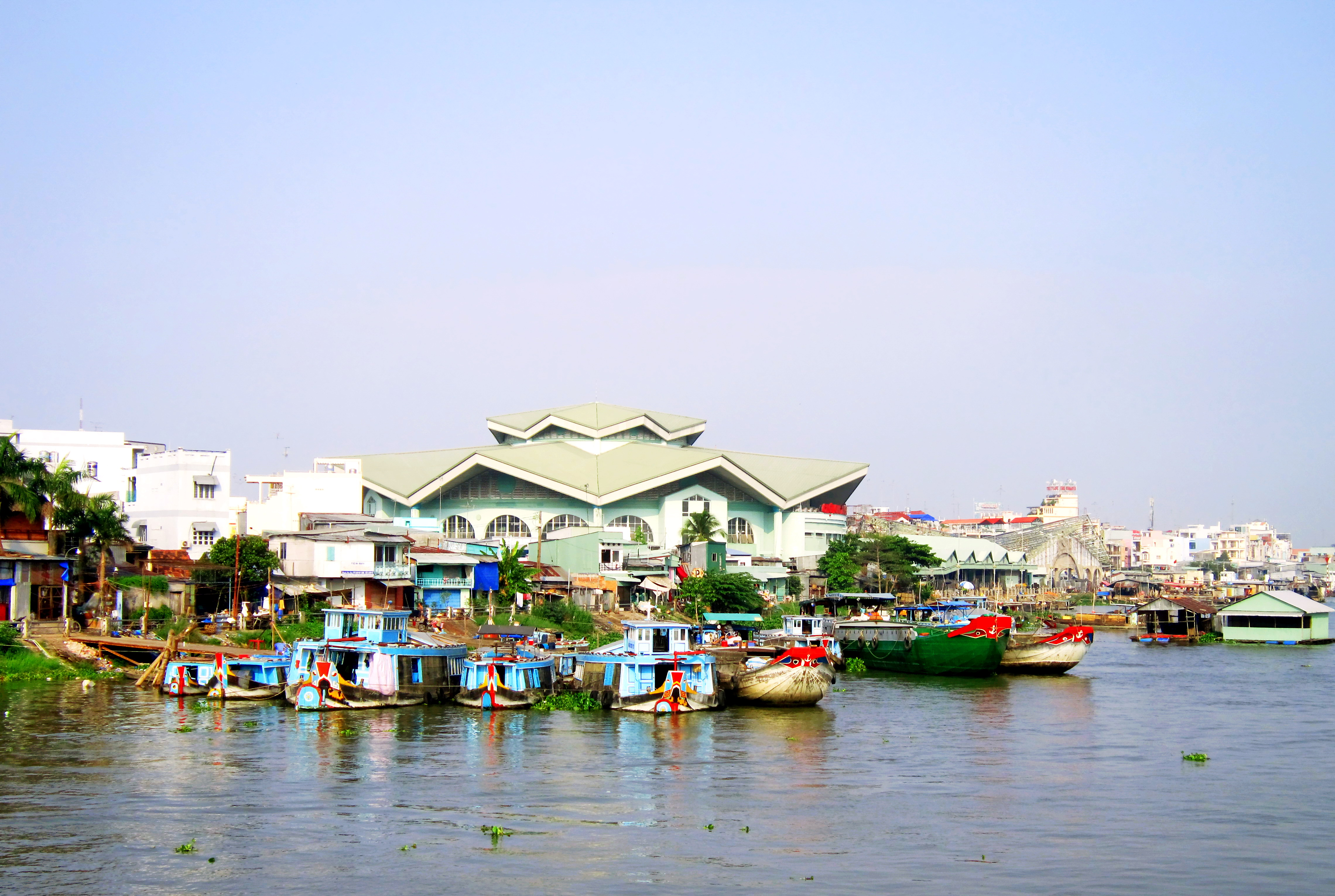
Chợ Long Xuyên bên sông Hậu
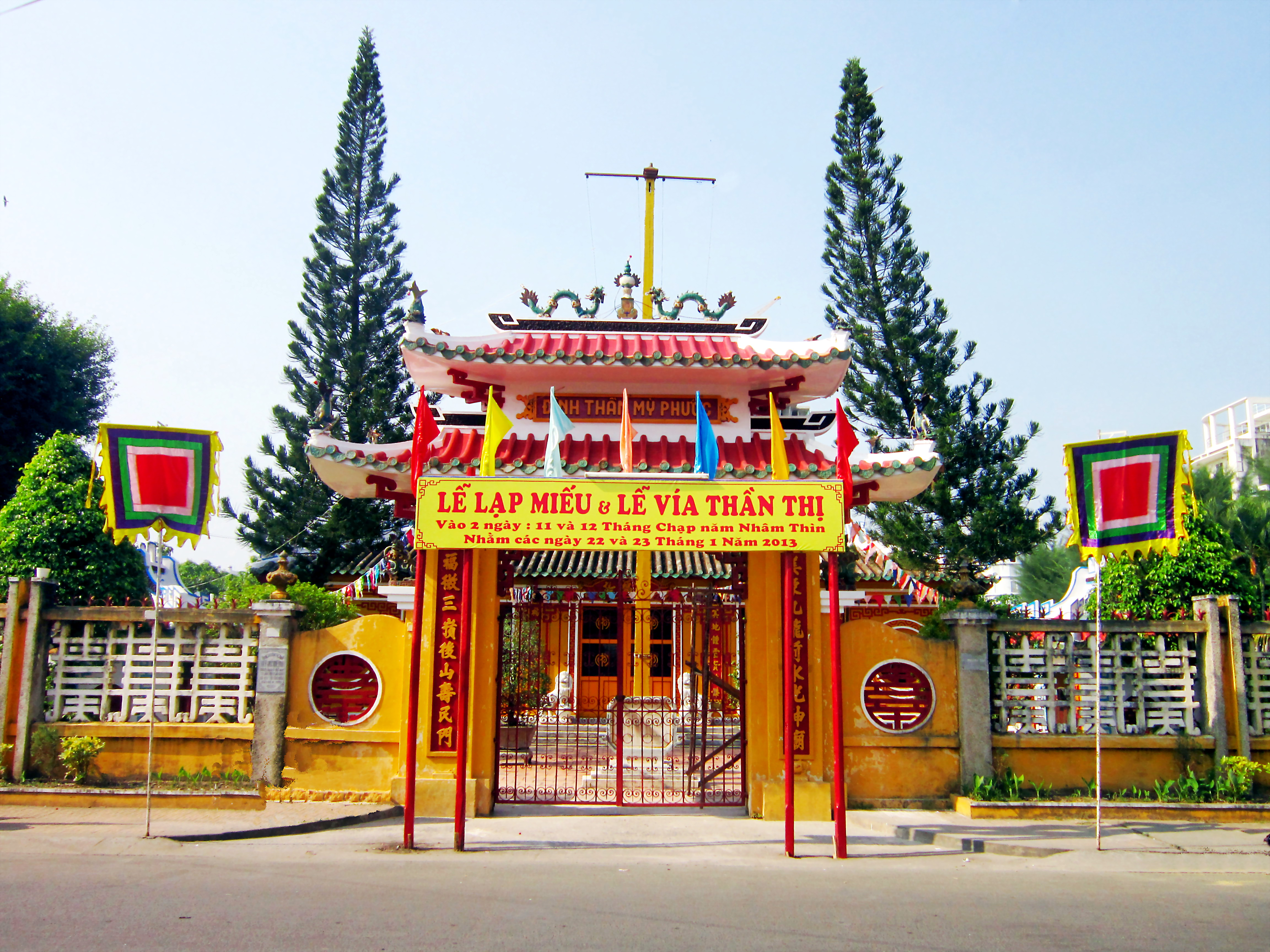
Đình Mỹ Phước.
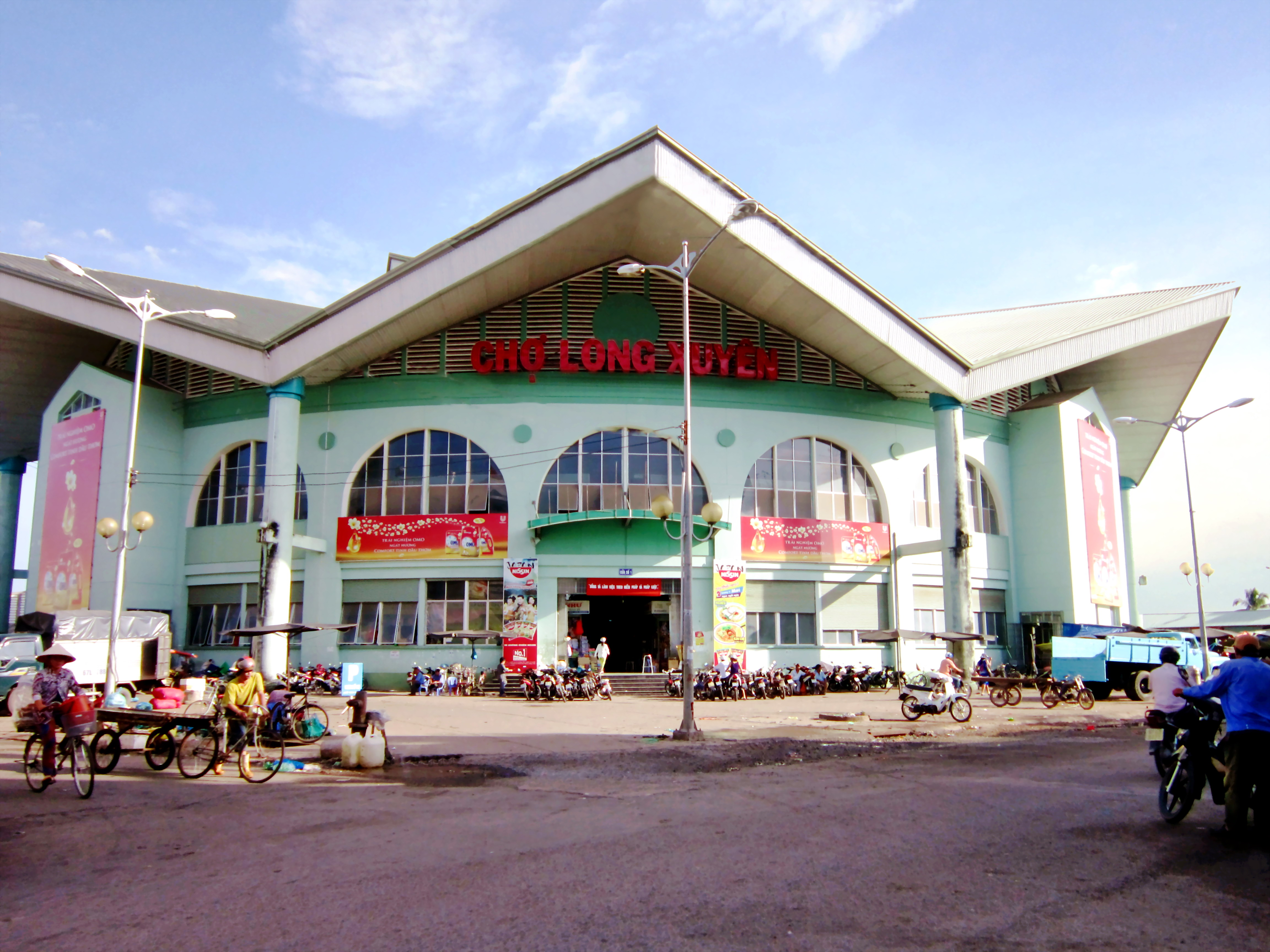
Chợ Long Xuyên.
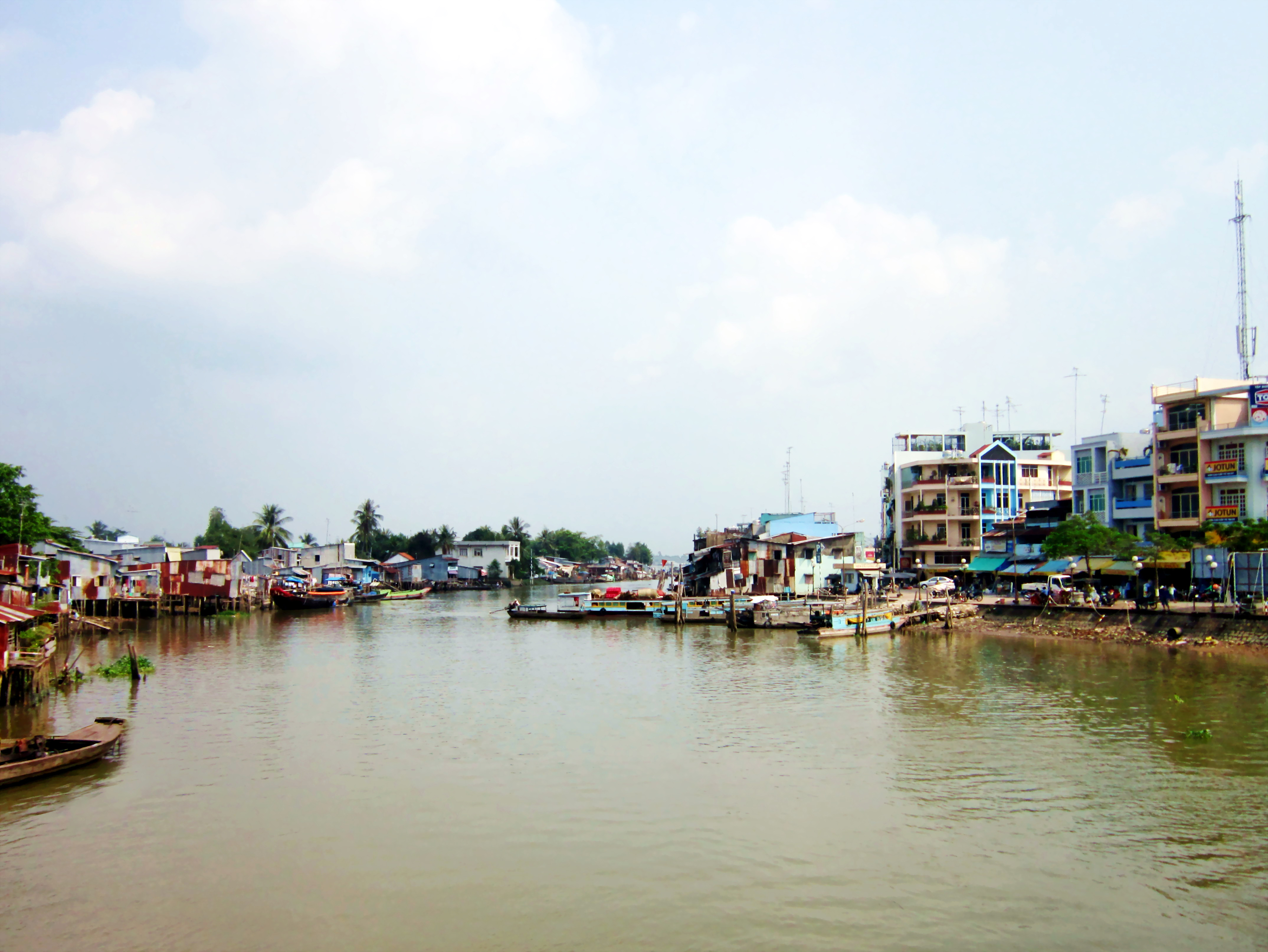
Khu vực bến tàu Long Xuyên (phải ảnh).
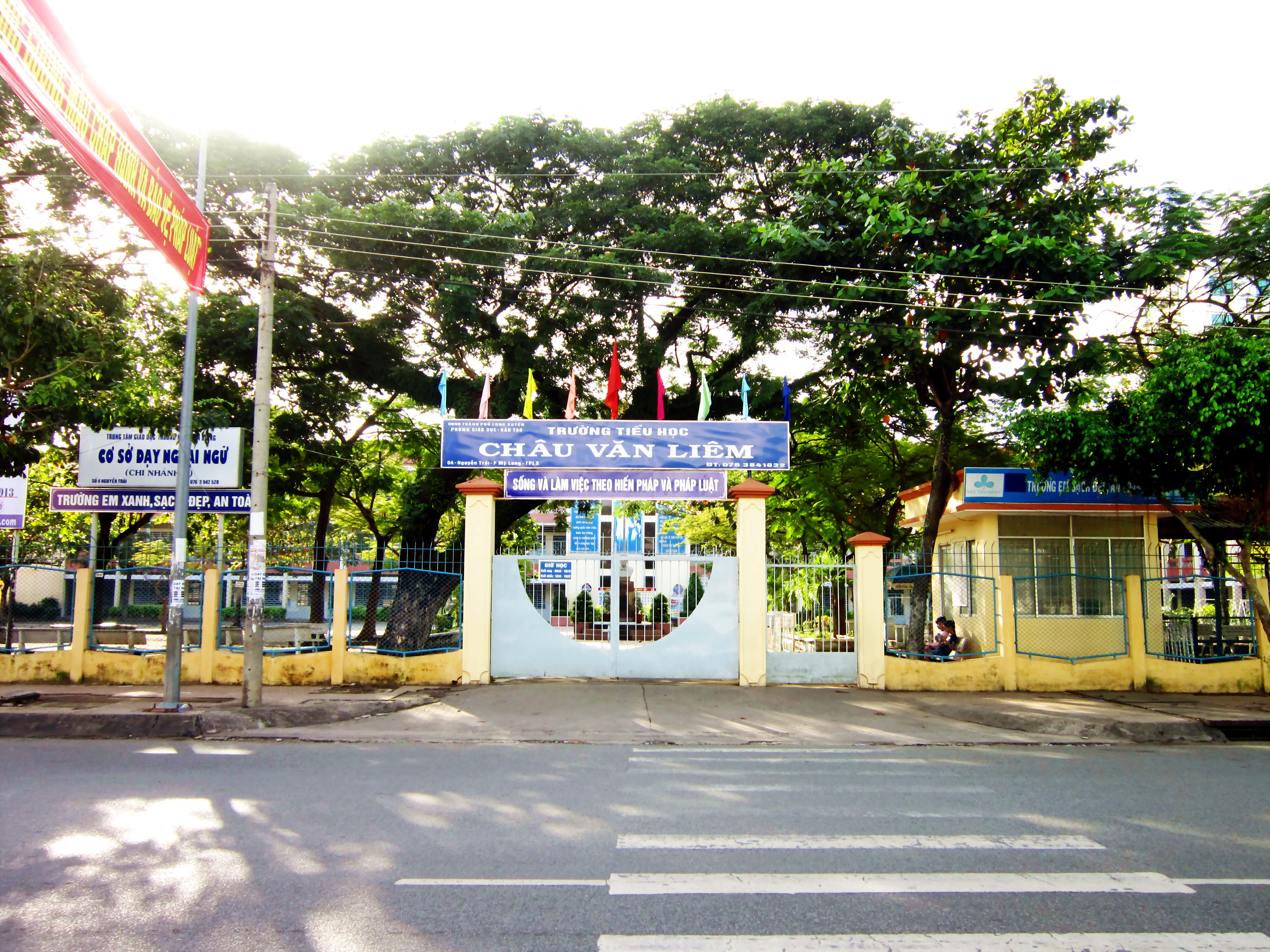
Trường Tiểu học Châu Văn Liêm
Công viên nhỏ ở phường Long Xuyên.
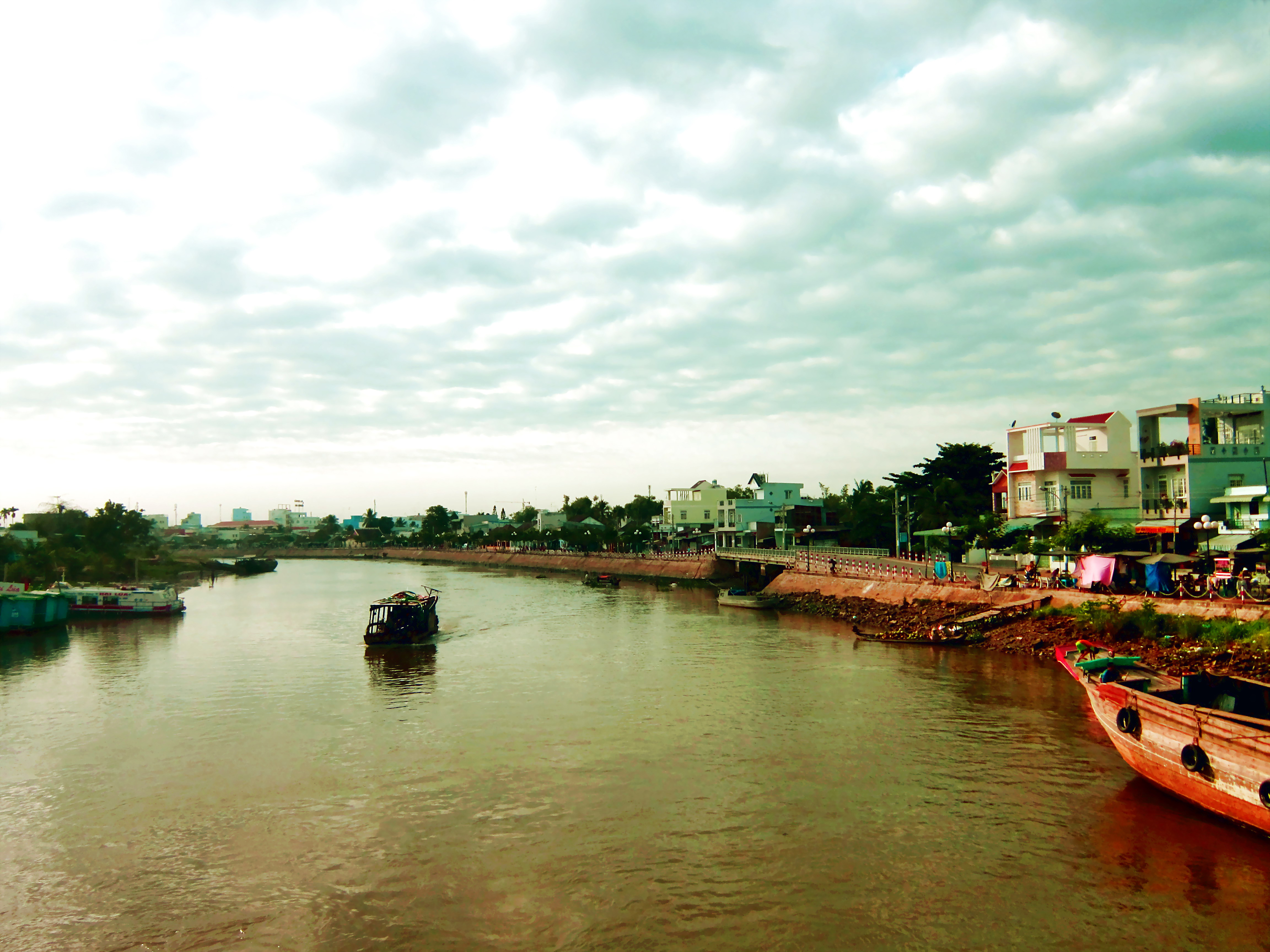
Một góc phường Long Xuyên (phải ảnh) nằm bên rạch Long Xuyên
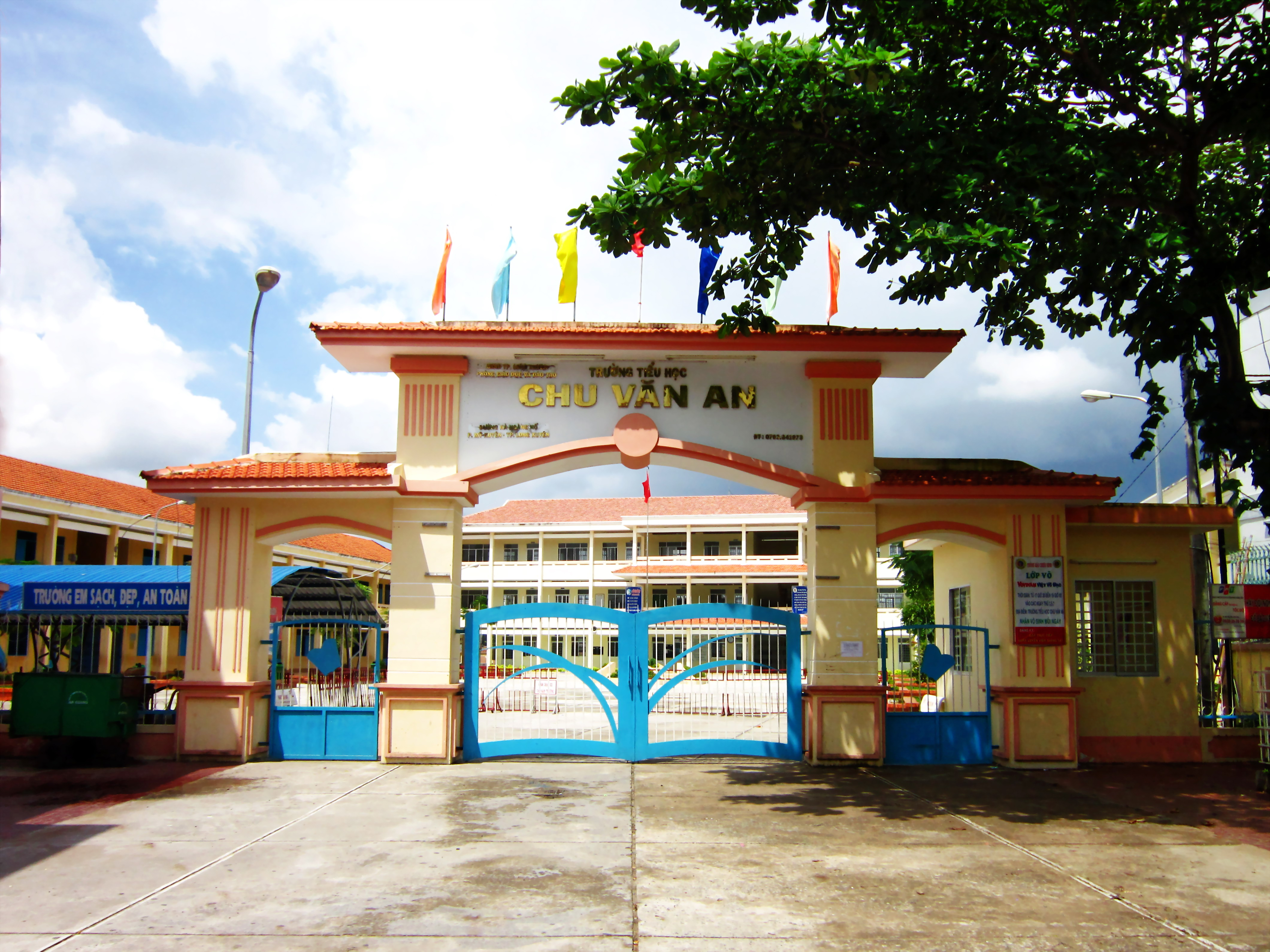
Trường Tiểu học Chu Văn An.
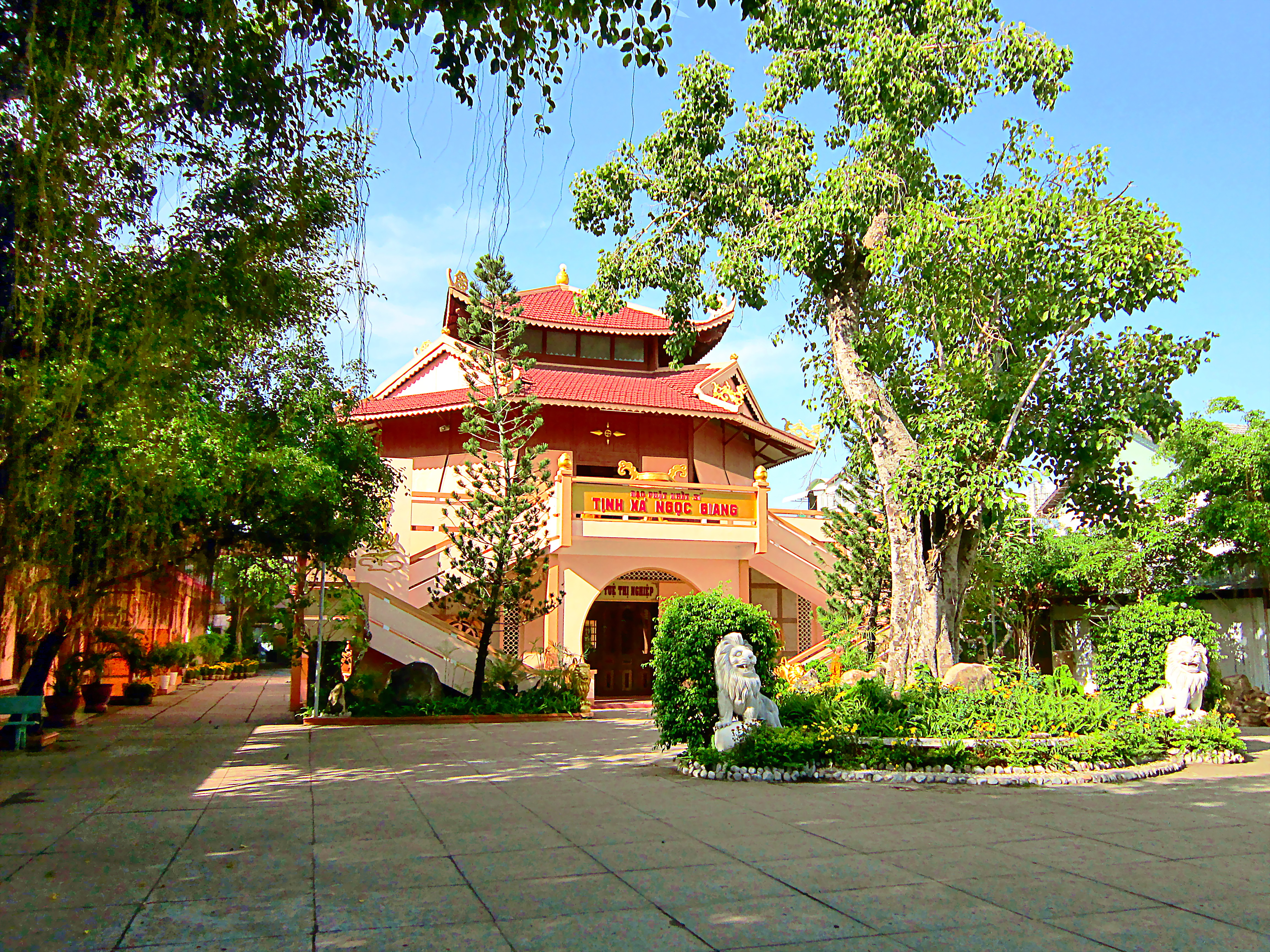
Tịnh xá Ngọc Giang nằm trên đường Trần Hưng Đạo
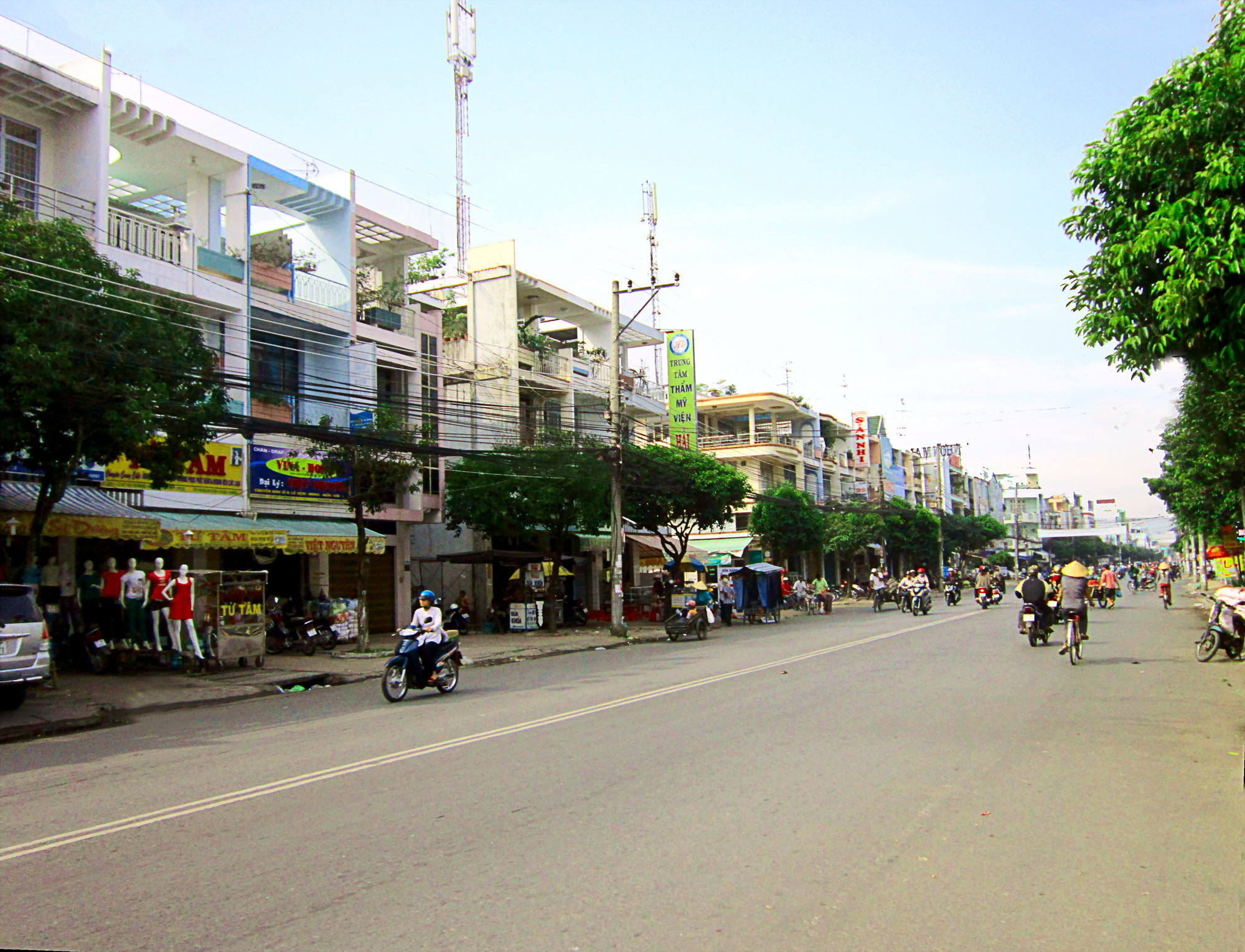
Khu phố nằm trên đường Hà Hoàng Hổ (gần chợ Mỹ Xuyên)
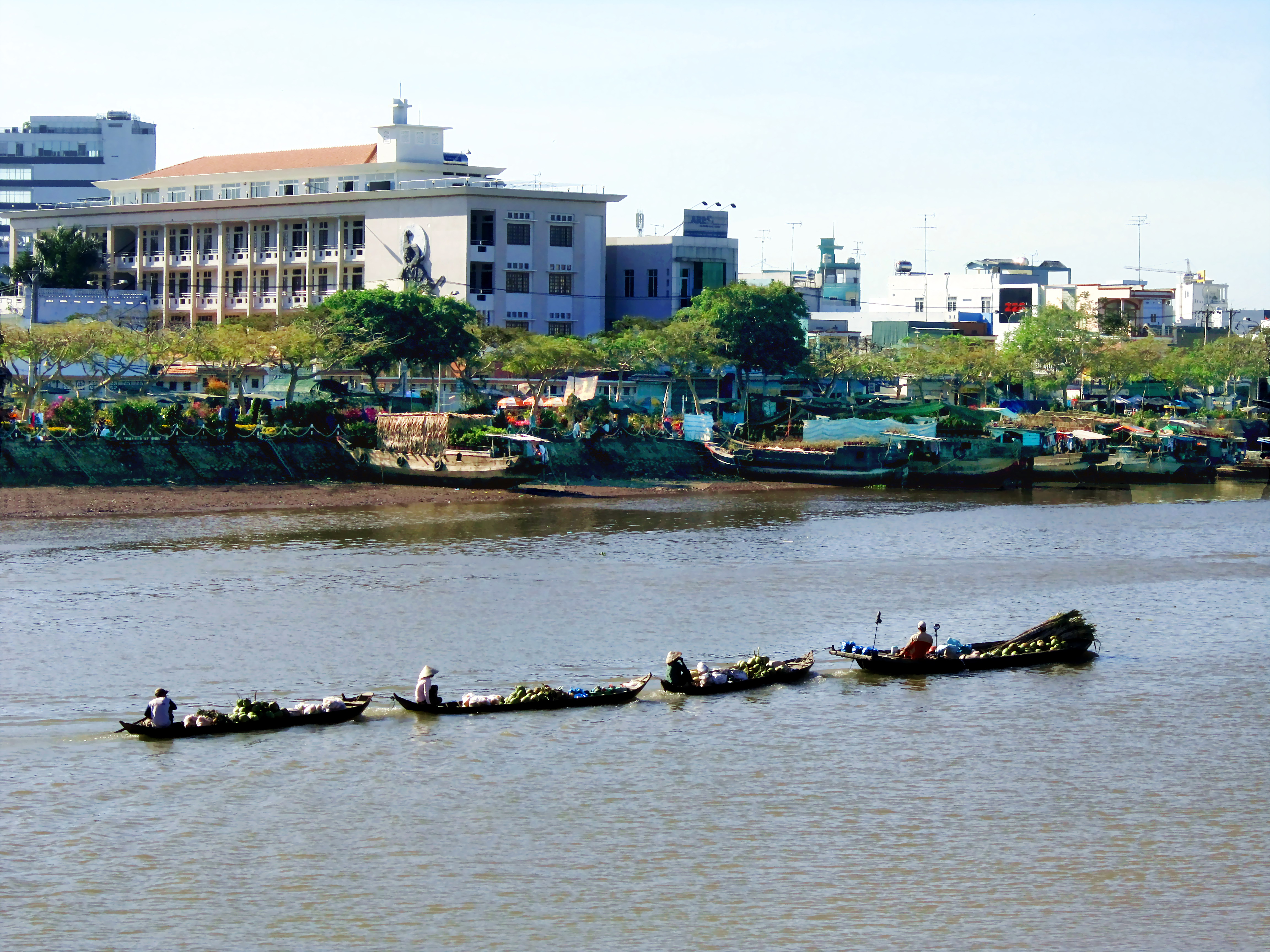
Một phần đường Bùi Văn Danh nằm bên rạch Long Xuyên
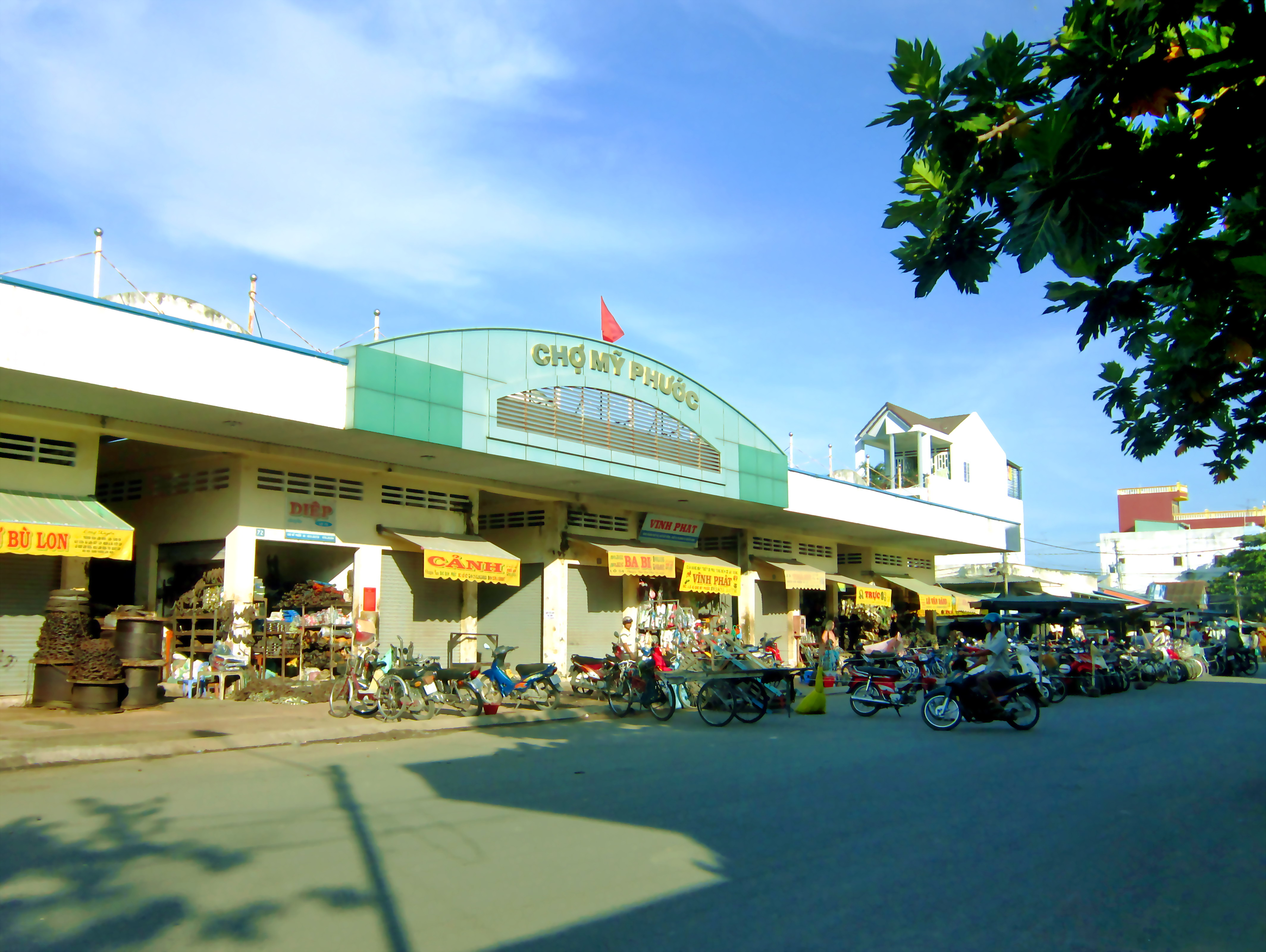
Chợ Mỹ Phước
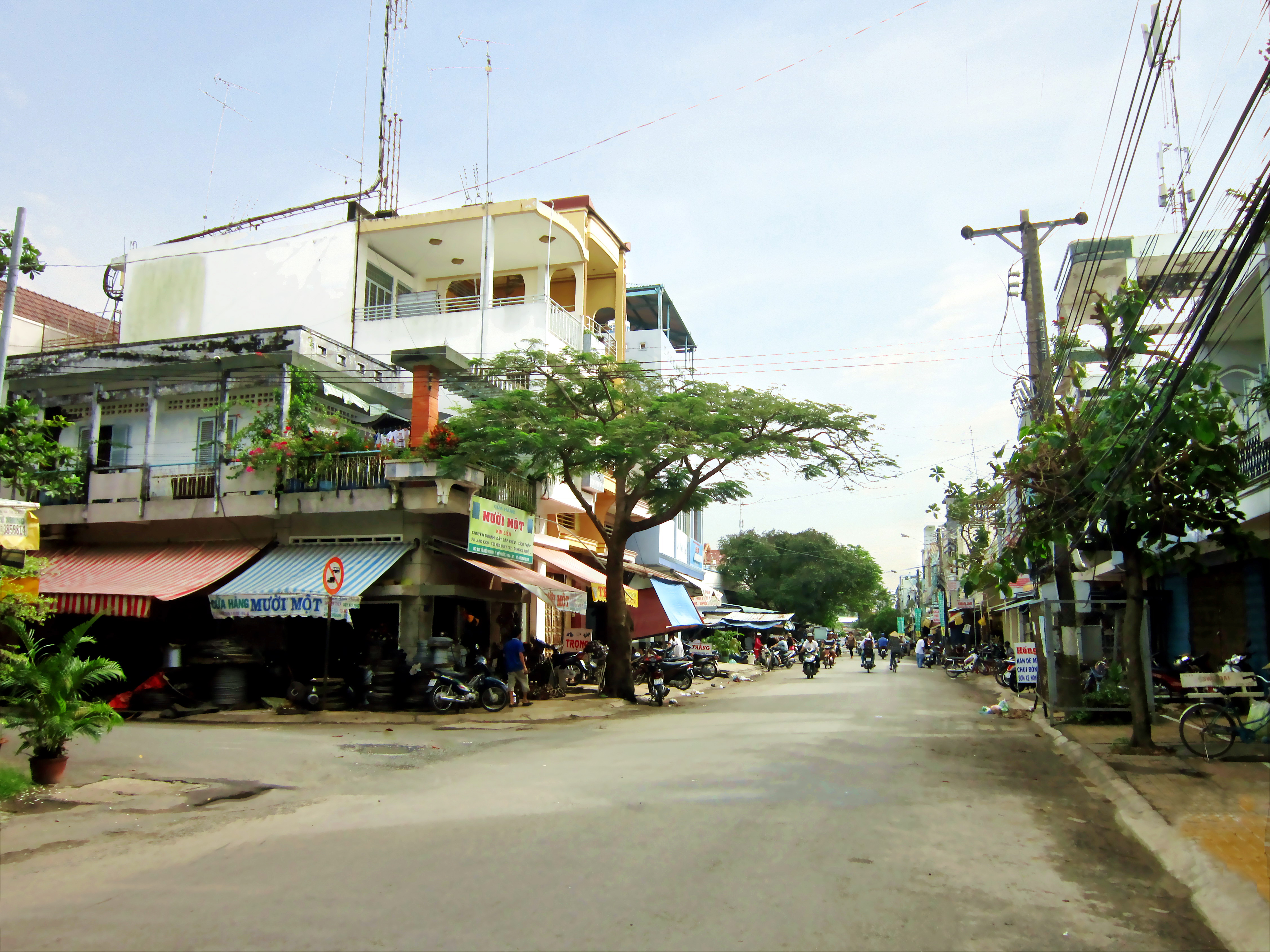
Đường Tô Hiến Thành dẫn vào chợ Mỹ Phước.
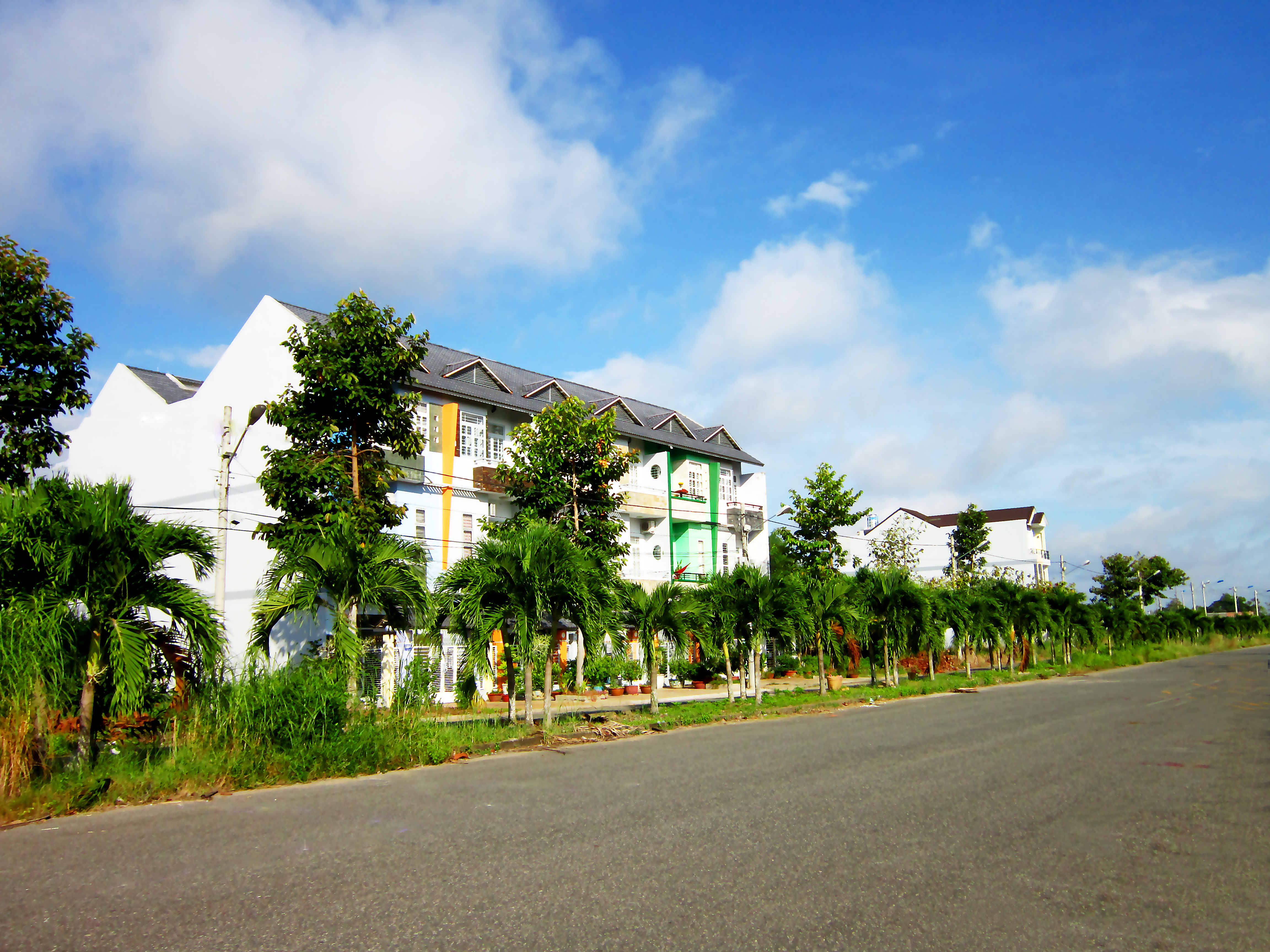
Một dãy phố.
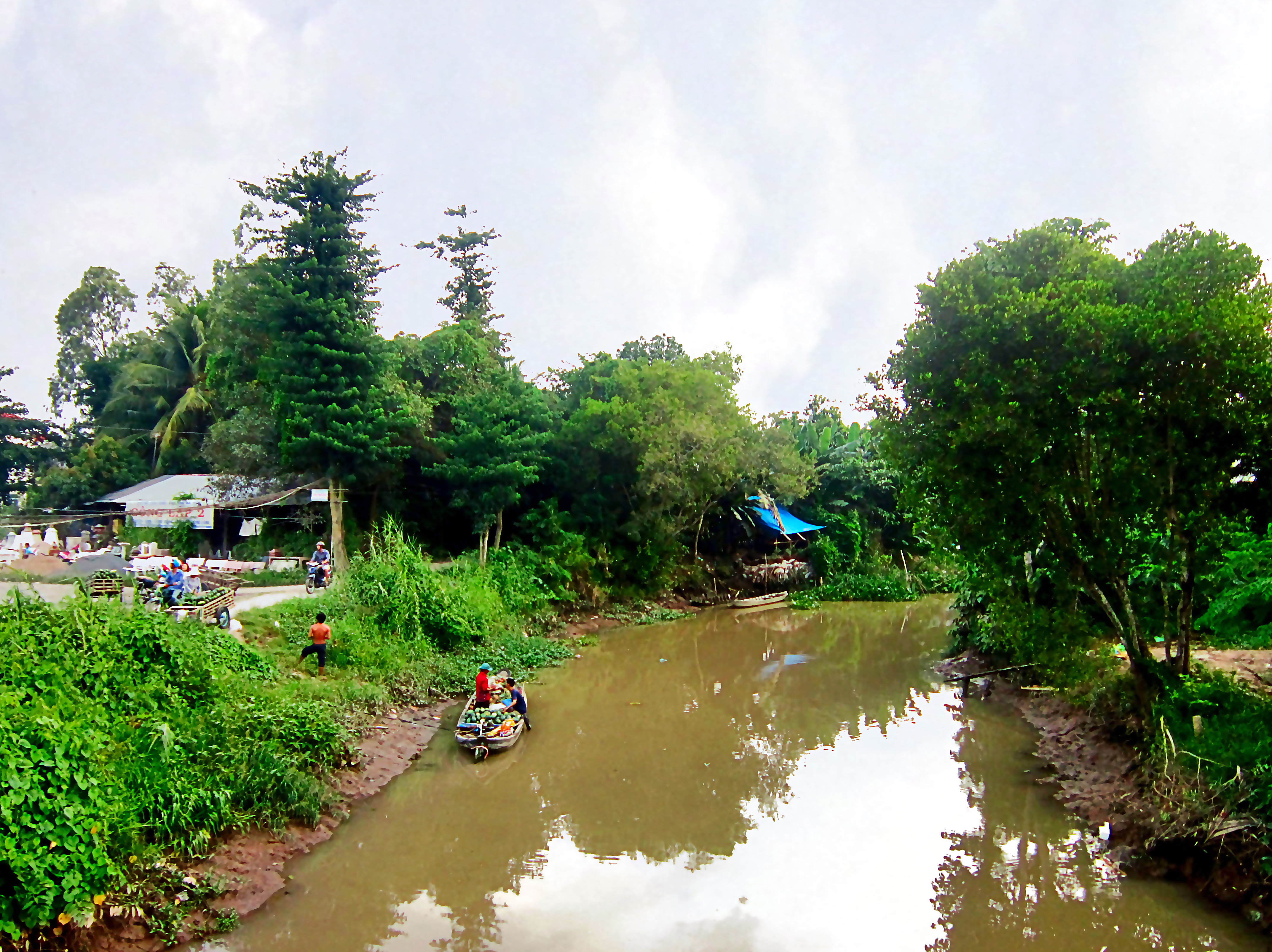
Một đoạn rạch Tầm Bót
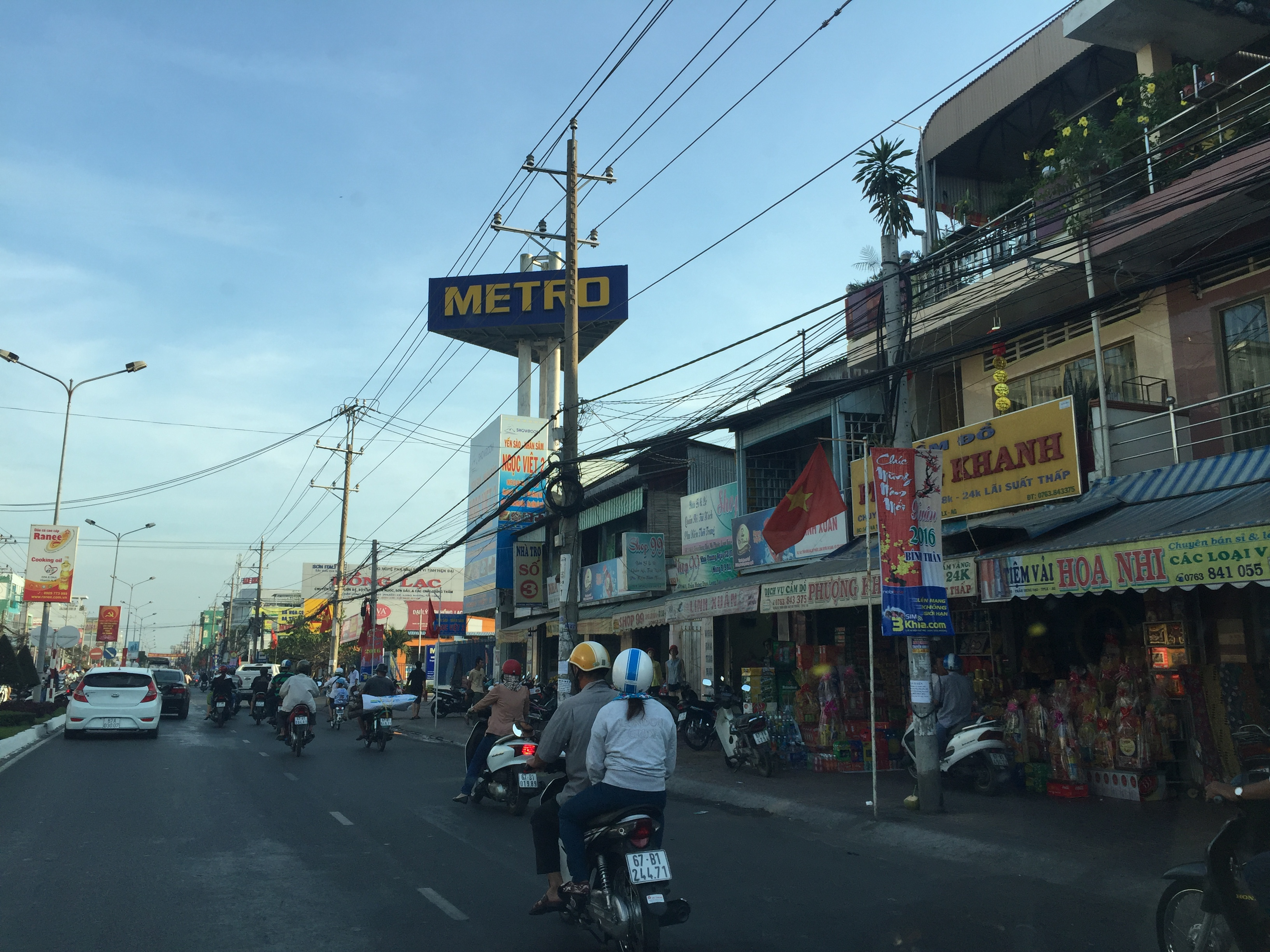
Đường Trần Hưng Đạo (quốc lộ 91) đoạn qua phường Long Xuyên
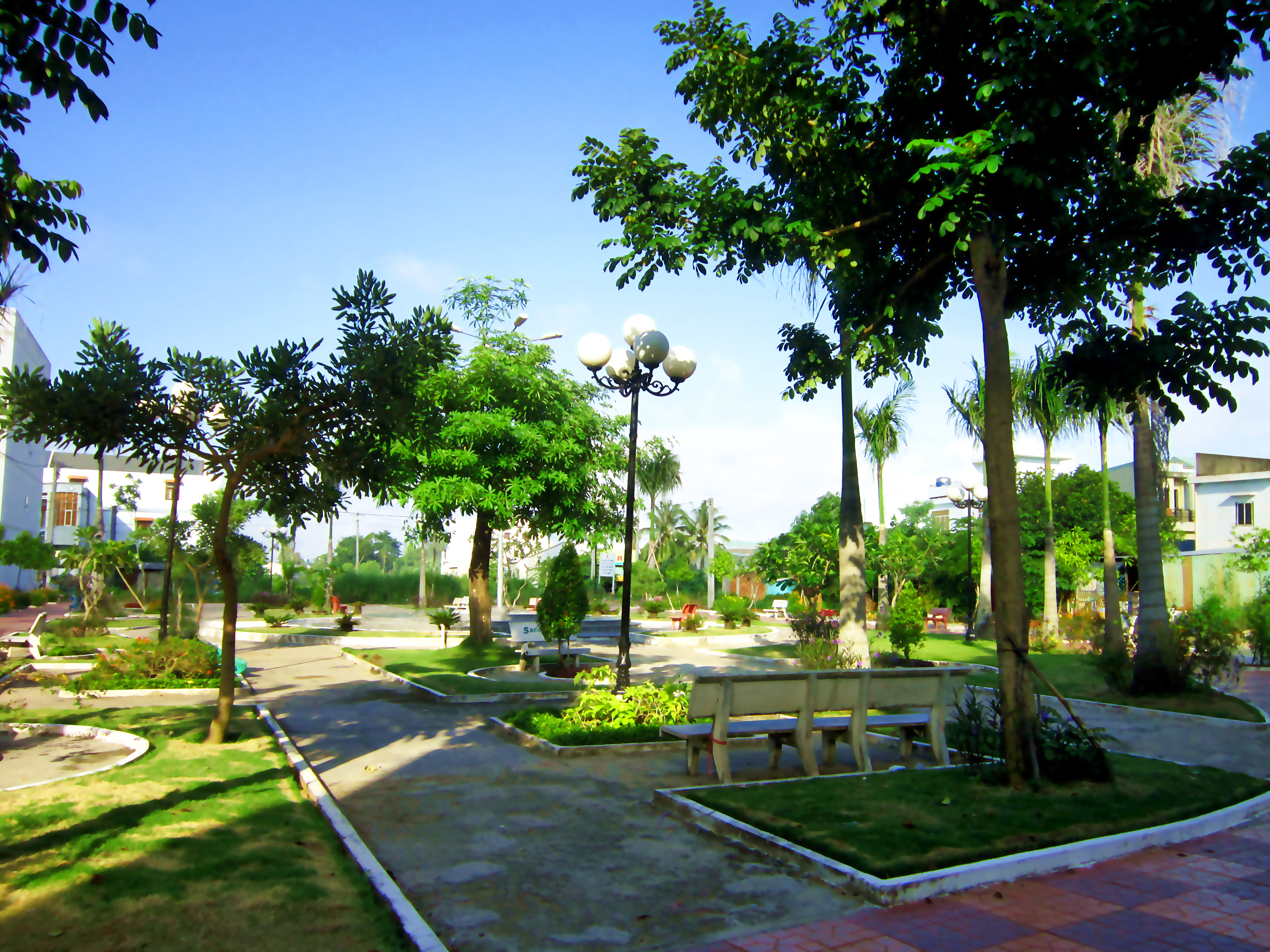
Công viên Mỹ Quý
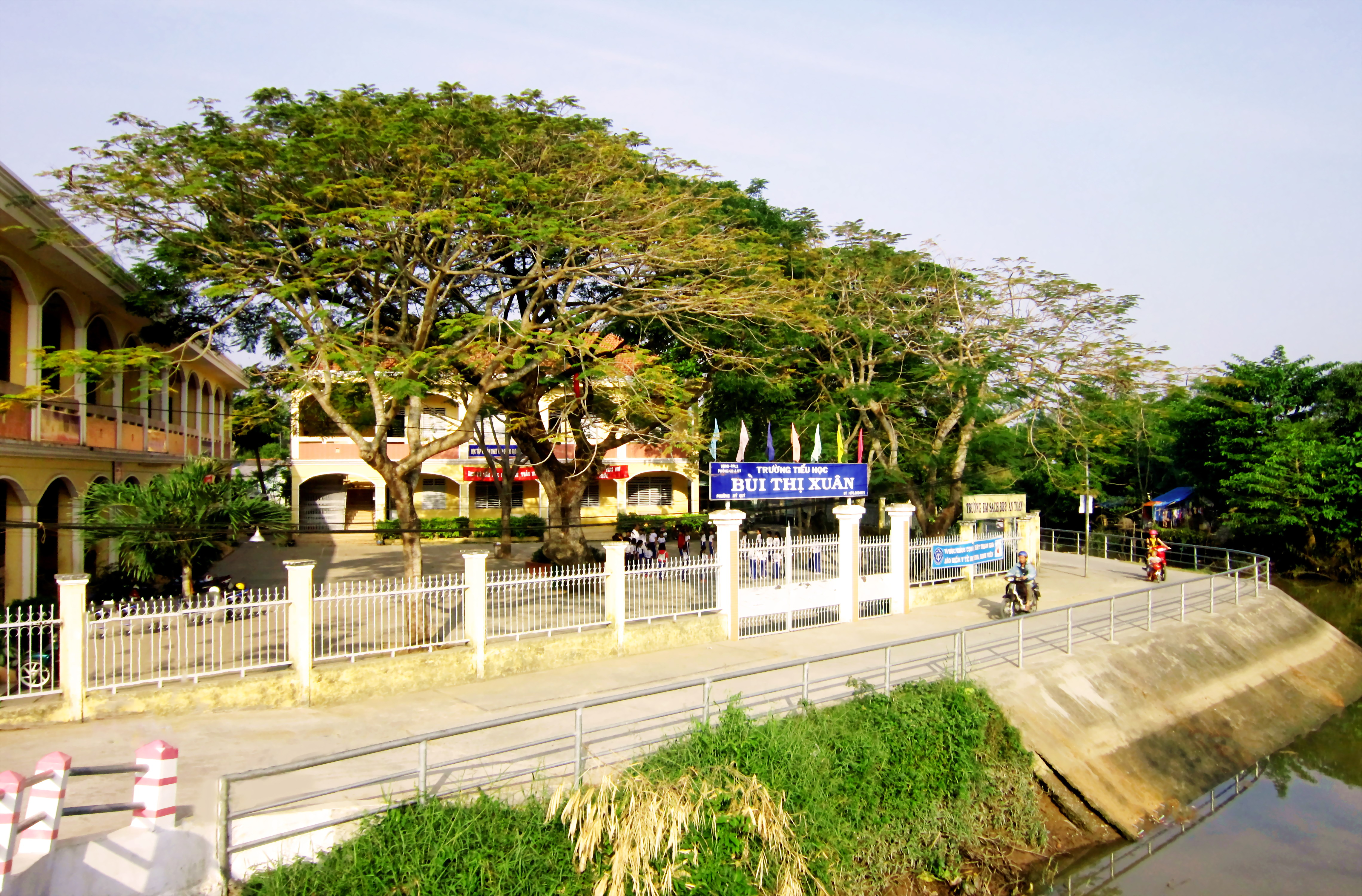
Trường Tiểu học Bùi Thị Xuân
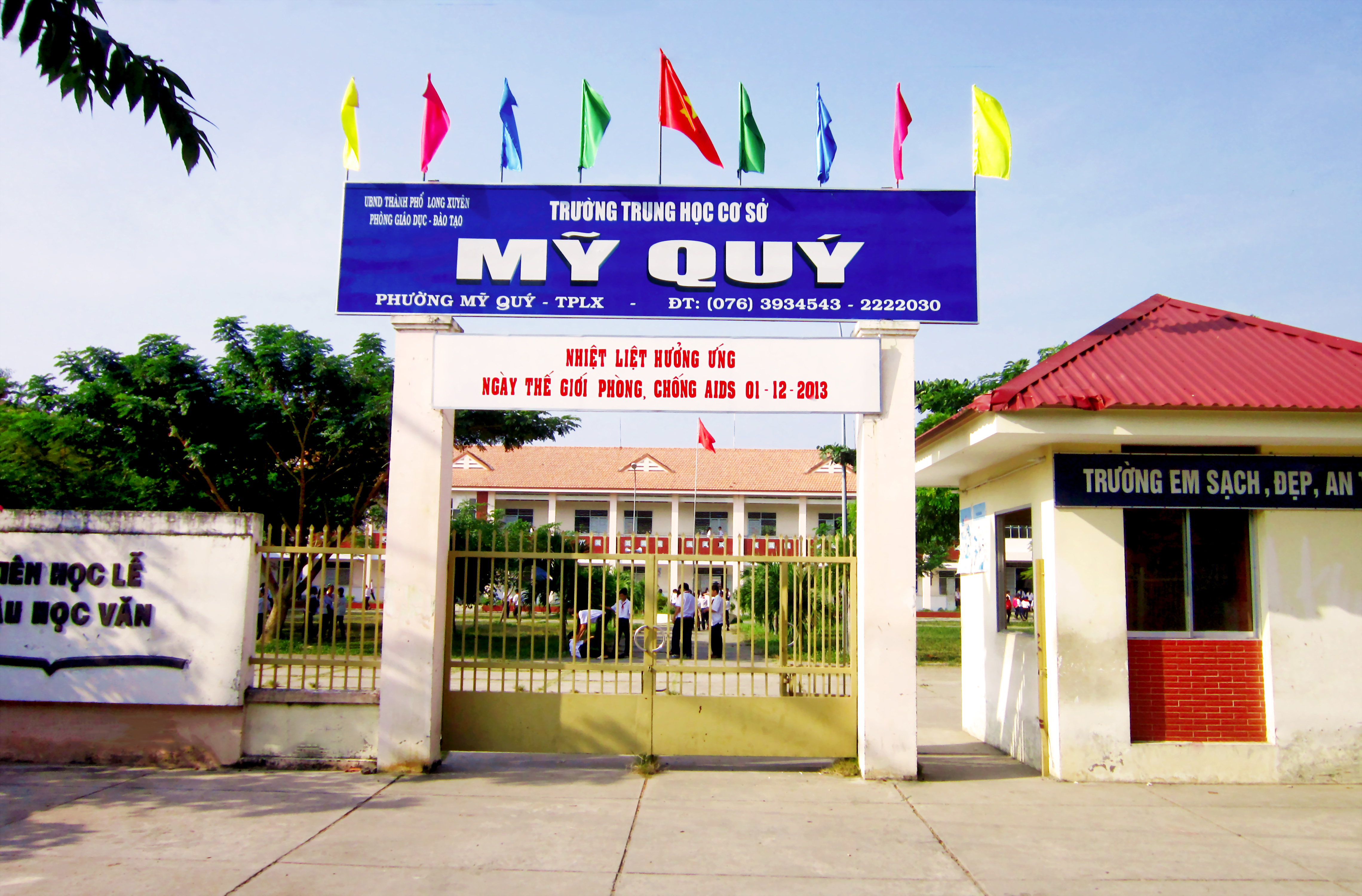
Trường PTCS Mỹ Quý.
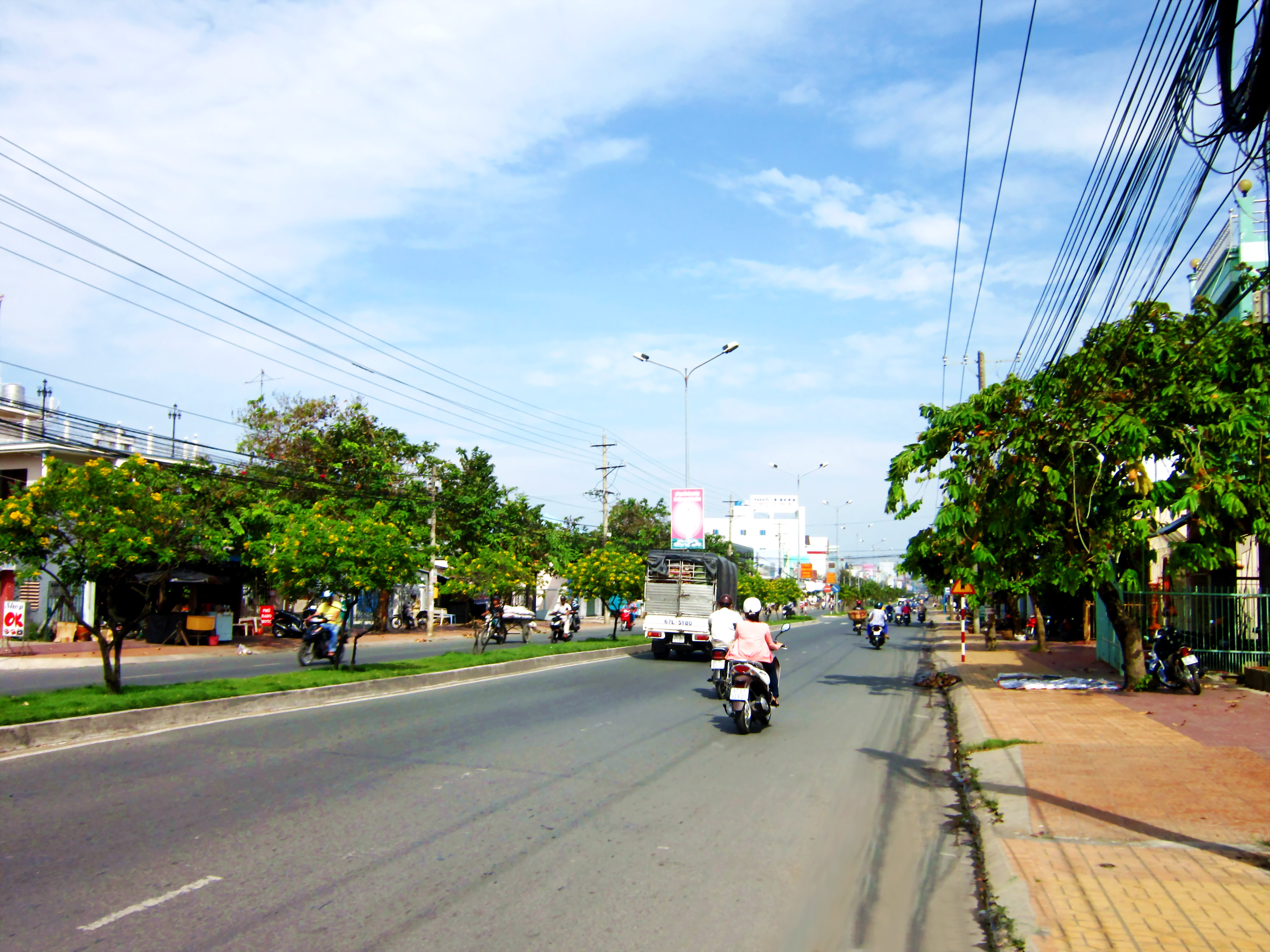
Trên đường Trần Hưng Đạo
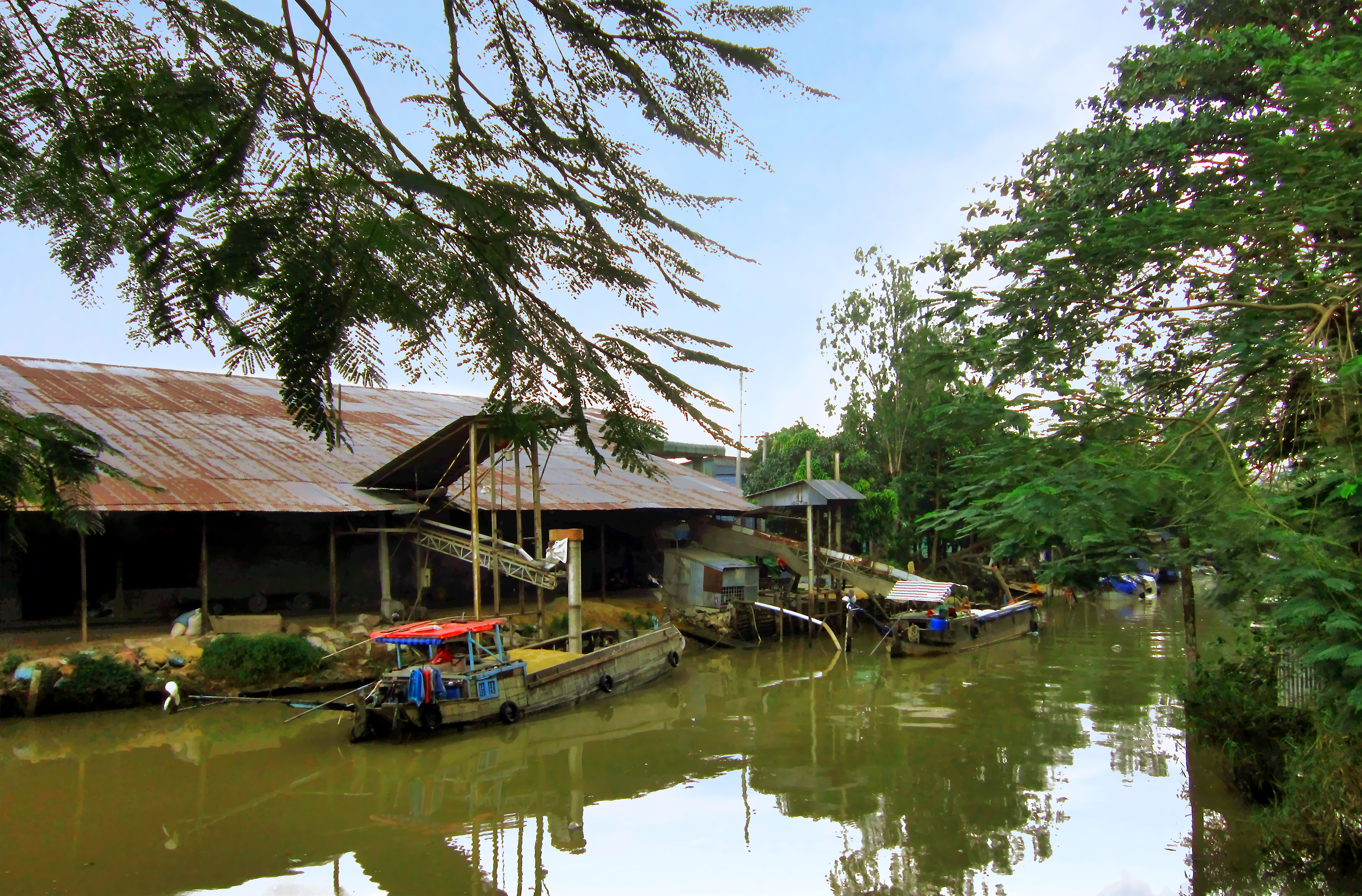
Một nhà máy xay lúa
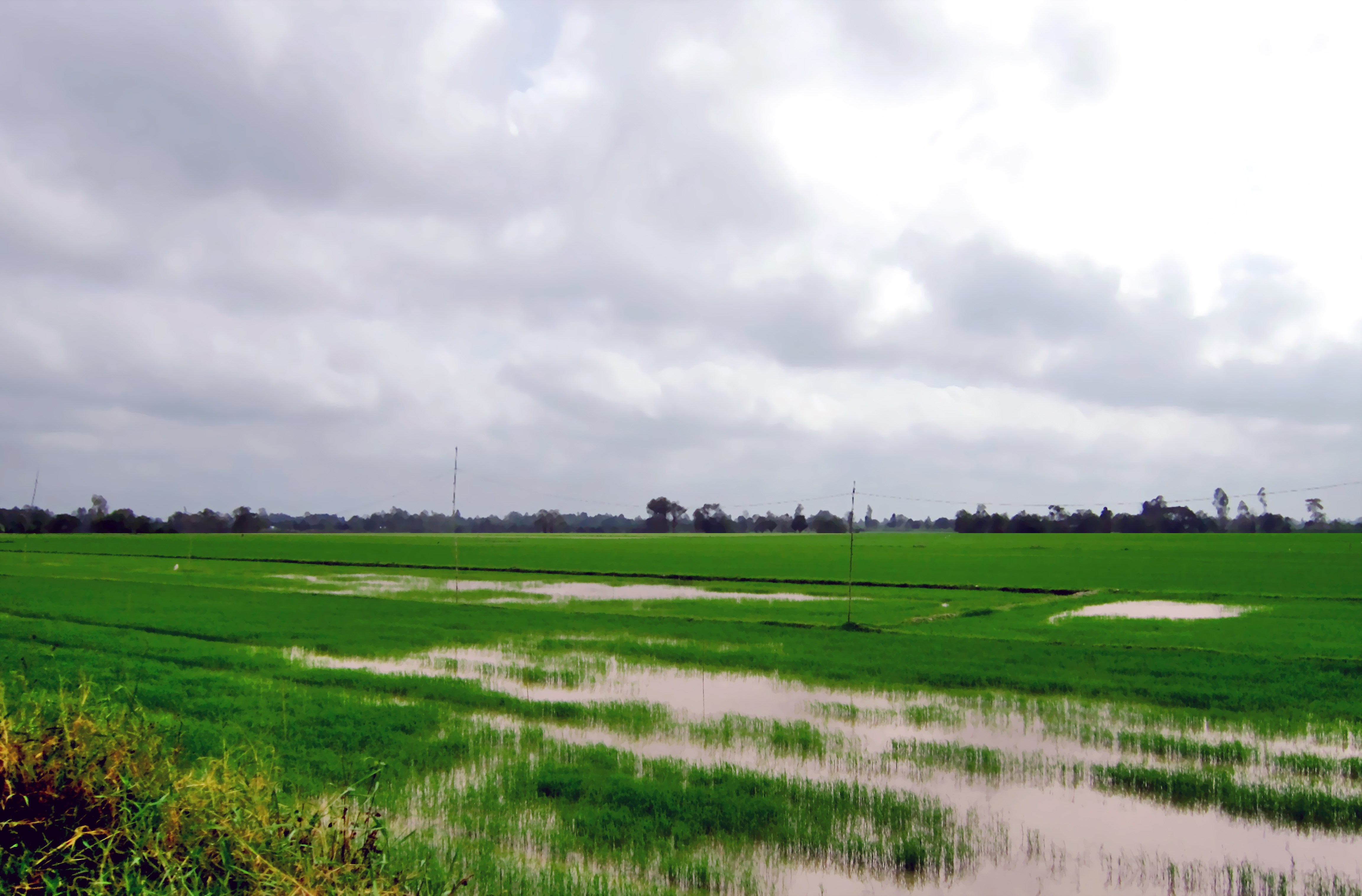
Một đồng lúa rộng lớn.